# Biserica de lemn din Săliștea Veche

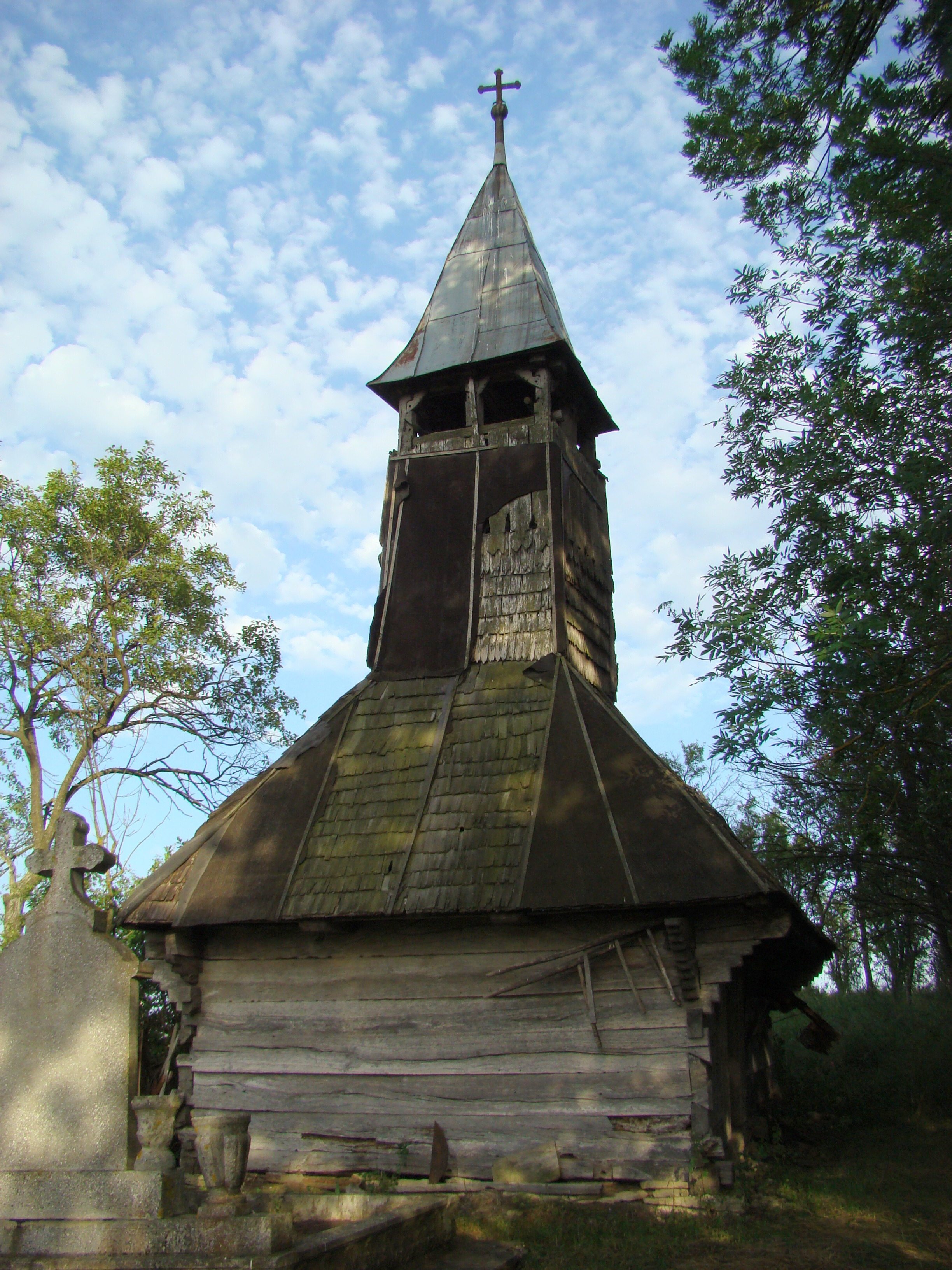
Biserica de lemn din Săliştea Veche, foto: iulie 2014

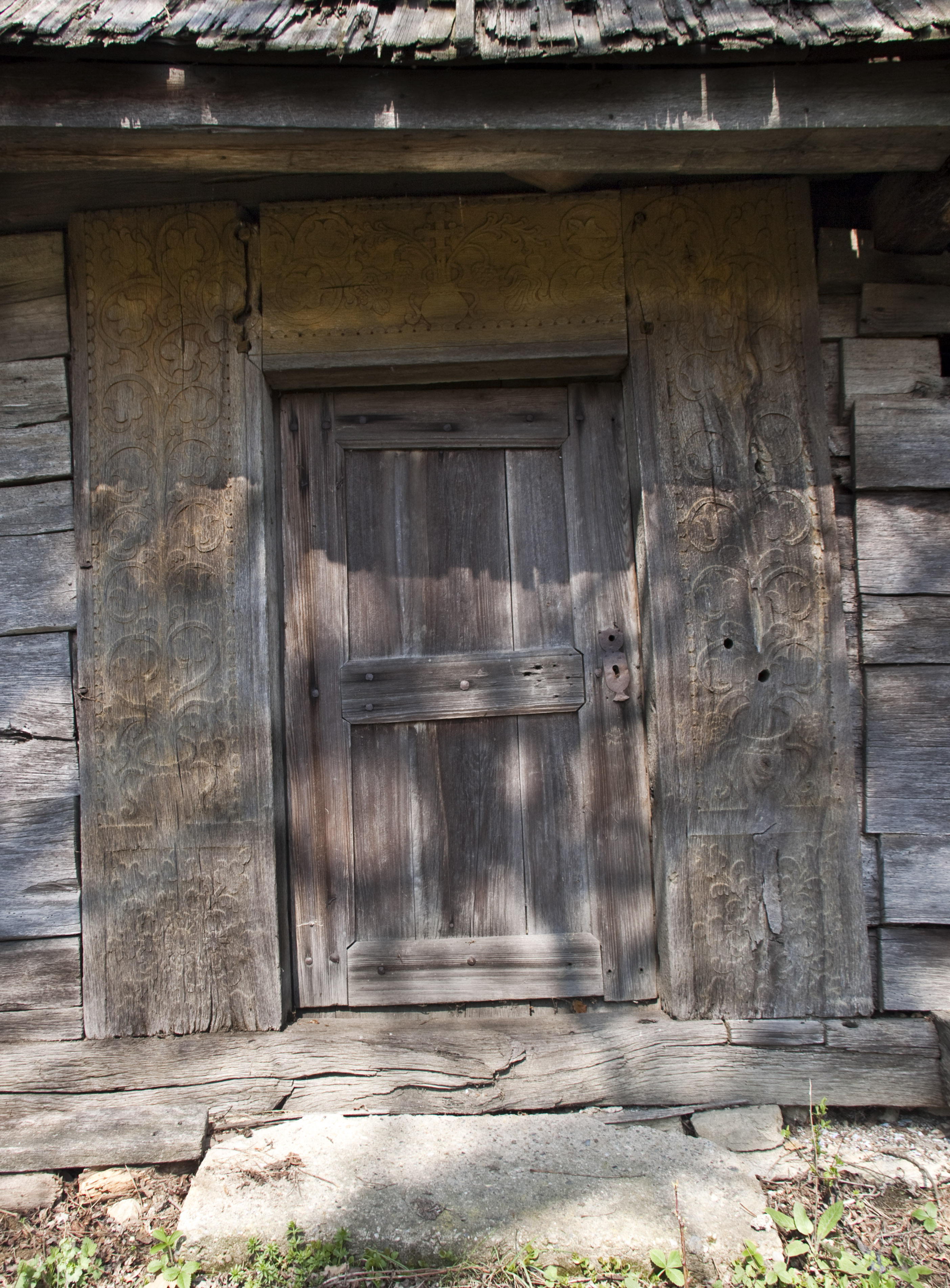
Portalul intrării, reprezentarea temei pomului vieţii în raiul ceresc, aprilie 2010

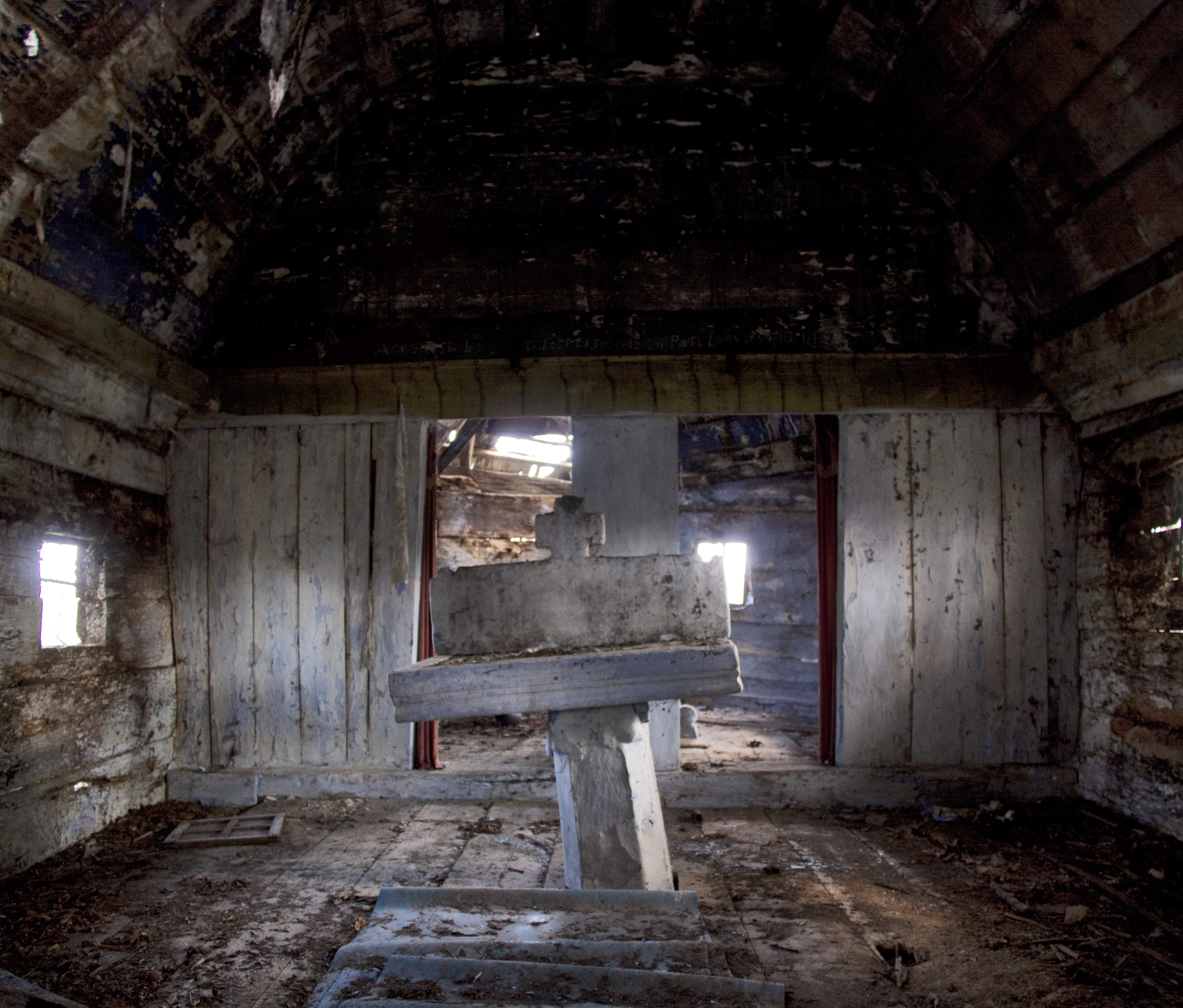
Interiorul naosului, în mijloc stă masa de piatră pentru sărutatul crucii şi a icoanei de hram. Foto: aprilie 2010

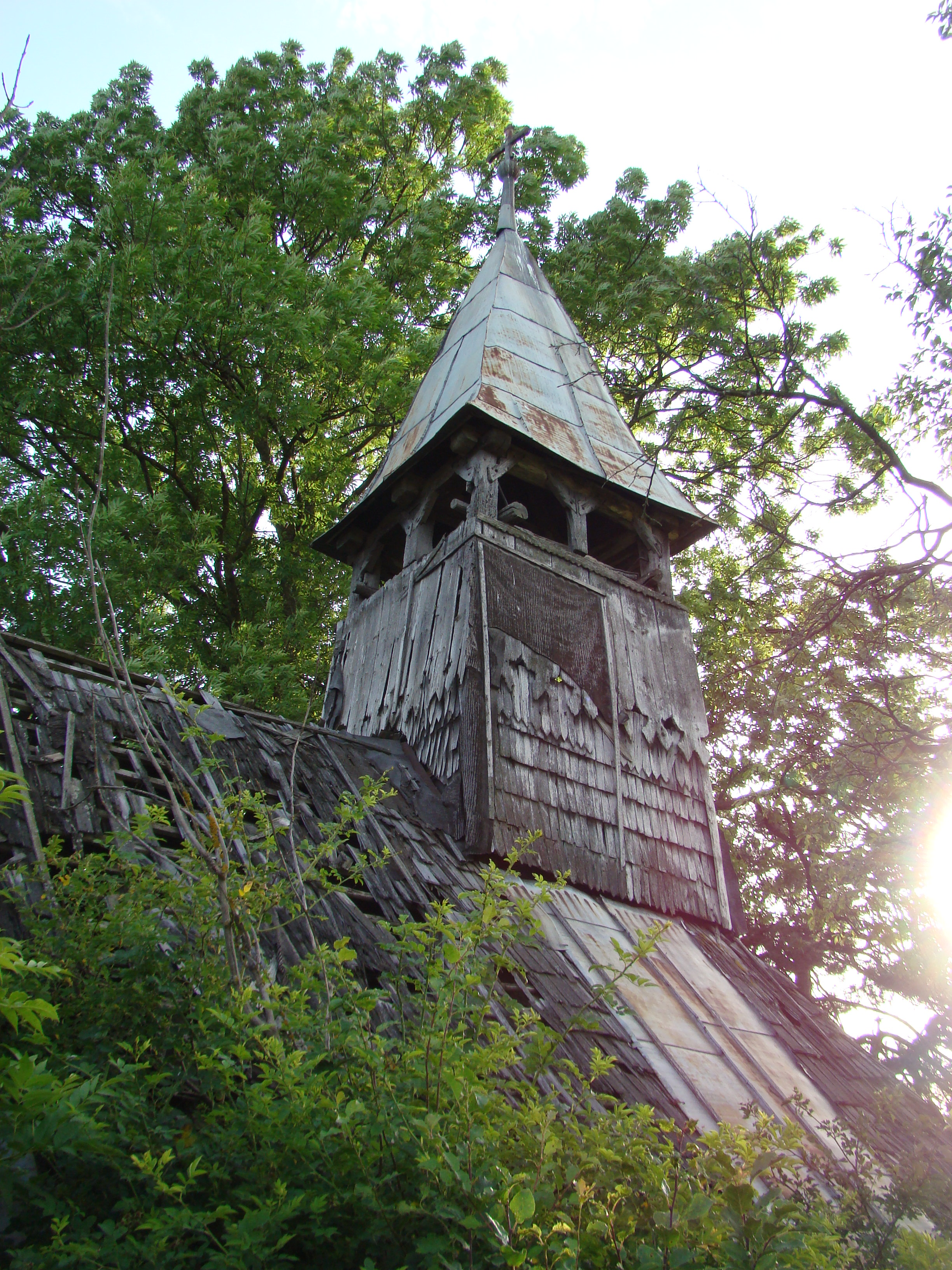
Biserica aproape contopită cu vegetația din jurul ei

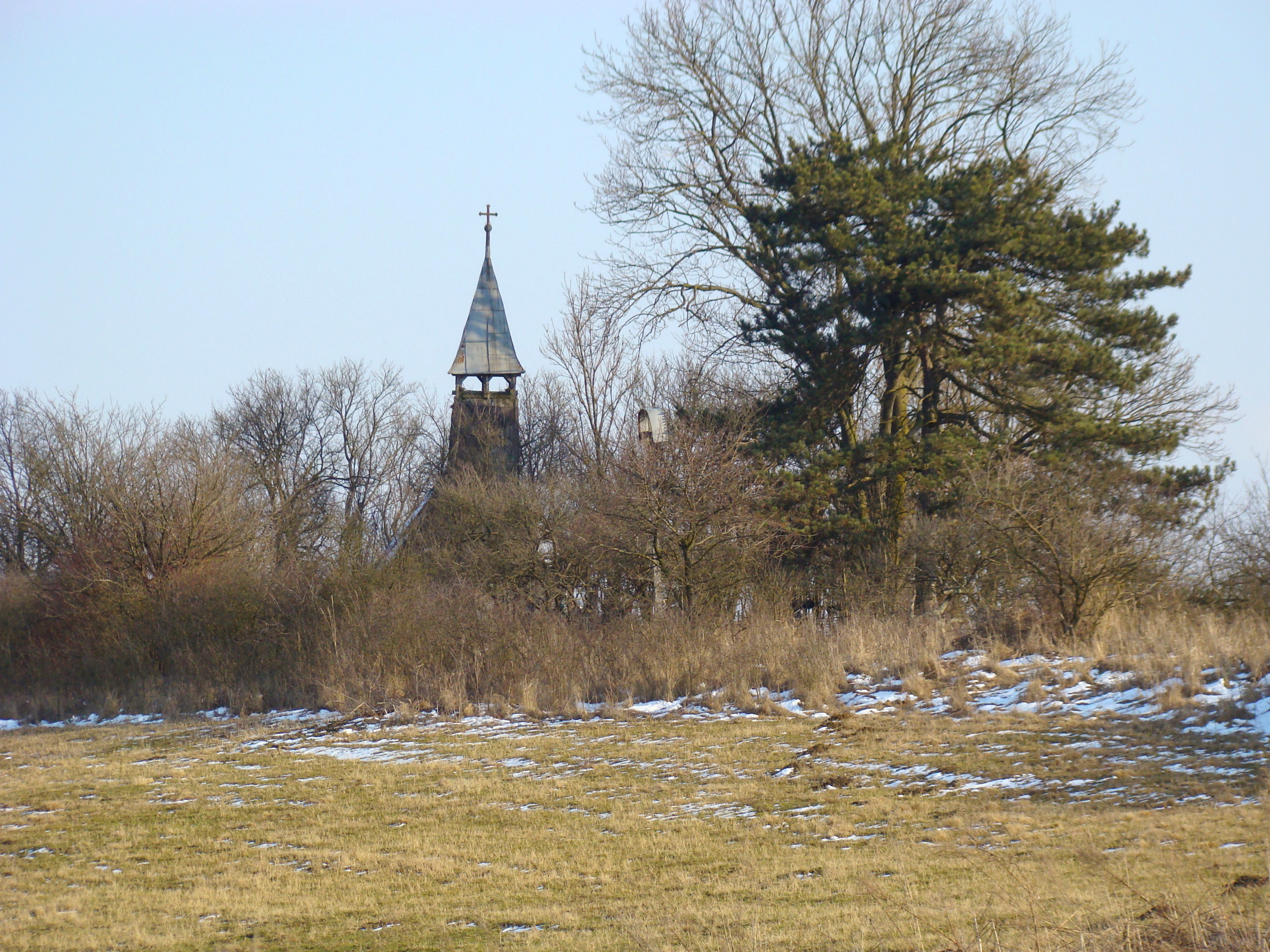
Biserica și împrejurimile

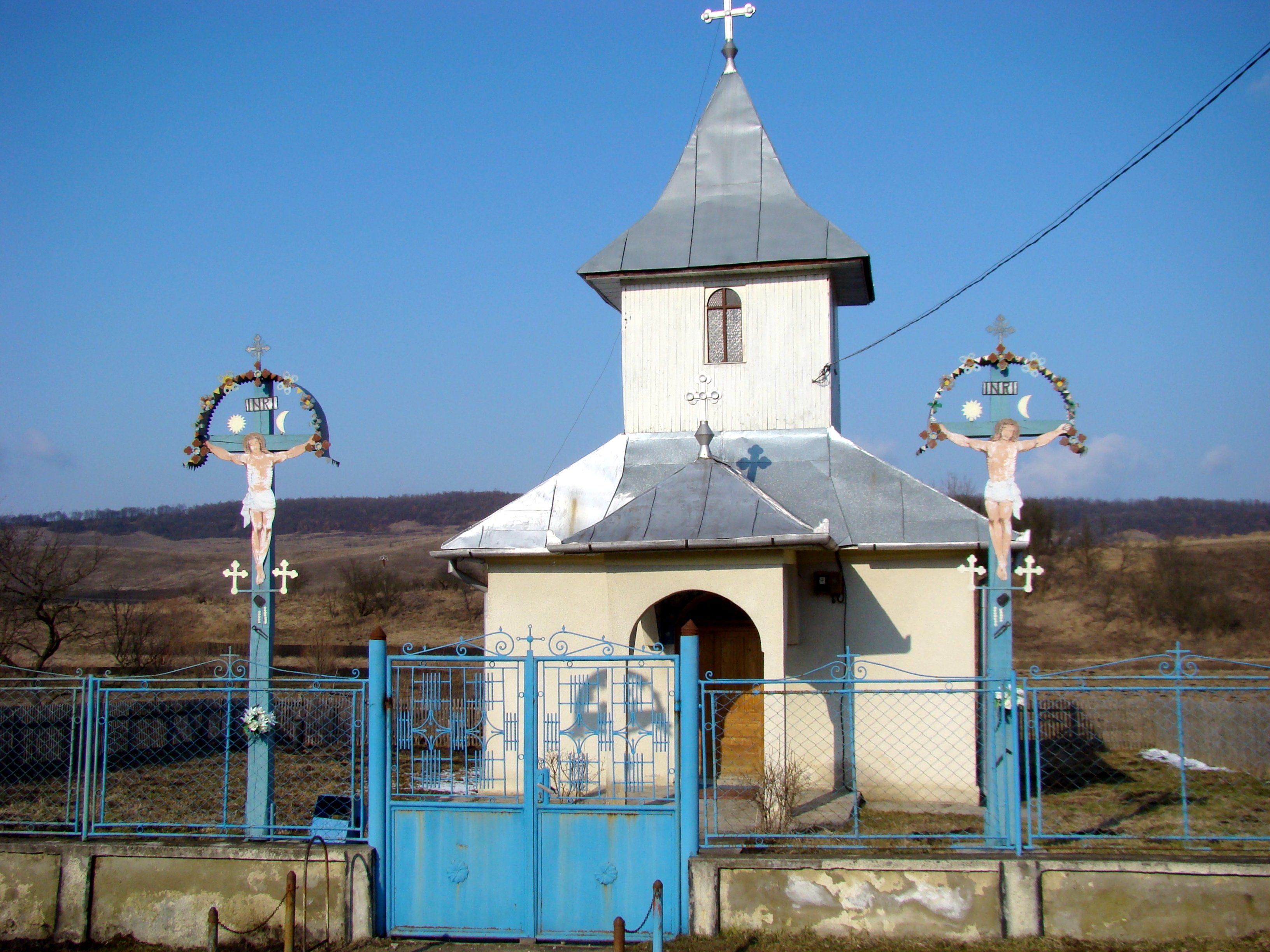
Biserica ortodoxă de zid cu hramul „Sfinții Împărați Constantin și Elena”

Biserica de lemn din Săliștea Veche se află în localitatea omonimă, în județul Cluj, și este databilă înainte de sfârșitul secolului 18. Se distinge prin frumosul portal de la intrare, decorat cu tema pomului vieții și a raiului ceresc într-o interpretare barocă. De remarcat și masa de piatră din mijlocul naosului și pictura naivă de pe tâmplă, datată 1911. Uitată și lipsită de îngrijire, biserica stă să se ruineze, deși se află pe noua listă a monumentelor istorice sub codul LMI: cod LMI CJ-II-m-B-07750.

## Istoric
Momentul ridicării bisericii este dificil de stabilit în lipsa unor documente scrise. Formal ea poate fi datată înainte de sfârșitul secolului 18.  Pe tâmpla iconostasului se află pictată într-o factură naivă scena Cinei de Taină, sub care este însemnat următoarele: „Această bis[erică] sau edificat cu spesele lui Pavel Lupa[ș] și soția Irina Lupaș, zugrăvită de măestrul Mate[i] 1911 VIII/15 Chioran Cubes”. Inscripția surprinde o renovare semnificativă a bisericii în 1911.

## Trăsături
Butea bisericii este ridicată din bârne de stejar fățuite, încheiate în cheotori netede, bisericești. Pe alocuri apar și cheotori cu capete lăsate afară din perete, mai ales în partea de răsărit a naosului. Lăcașul este compartimentat în cele trei încăperi tradiționale, tinda femeilor (pronaosul), biserica bărbaților (naosul) și altarul. Planimetric, biserica reține trăsături vechi, precum intrarea pe sud, direct în tinda femeilor, numai două uși spre altar și altarul în patru fețe, încheiat în ax. Proporțiile bisericii corespund unei comunități foarte mici, capabilă să primească până la 80 de credincioși. Dimensiunile ei sunt 4,25 m lățime și 6,64 m lungime pentru tindă și biserică, iar pentru altar 3,64 m lățime și 3,67 m adâncime.

## Imagini din exterior

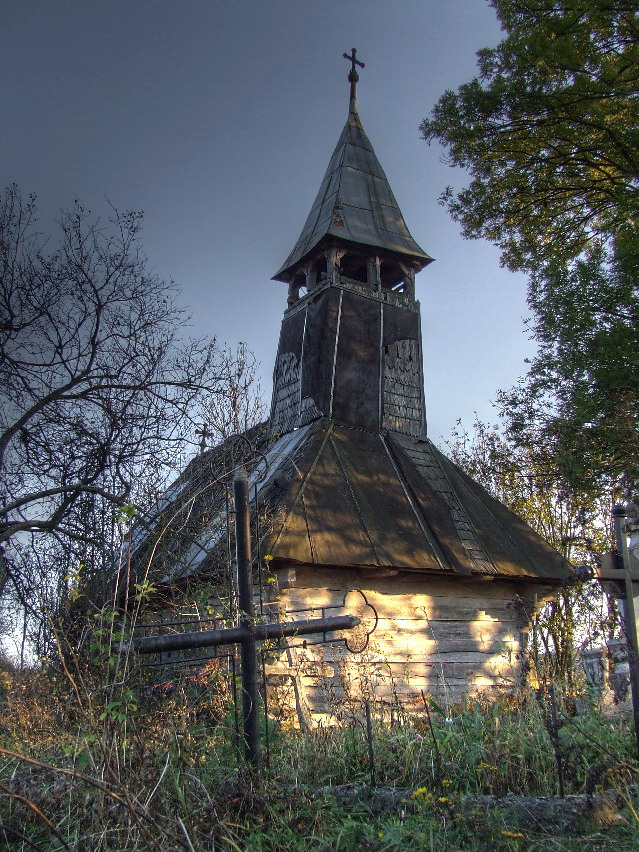
vedere din nord-vest.
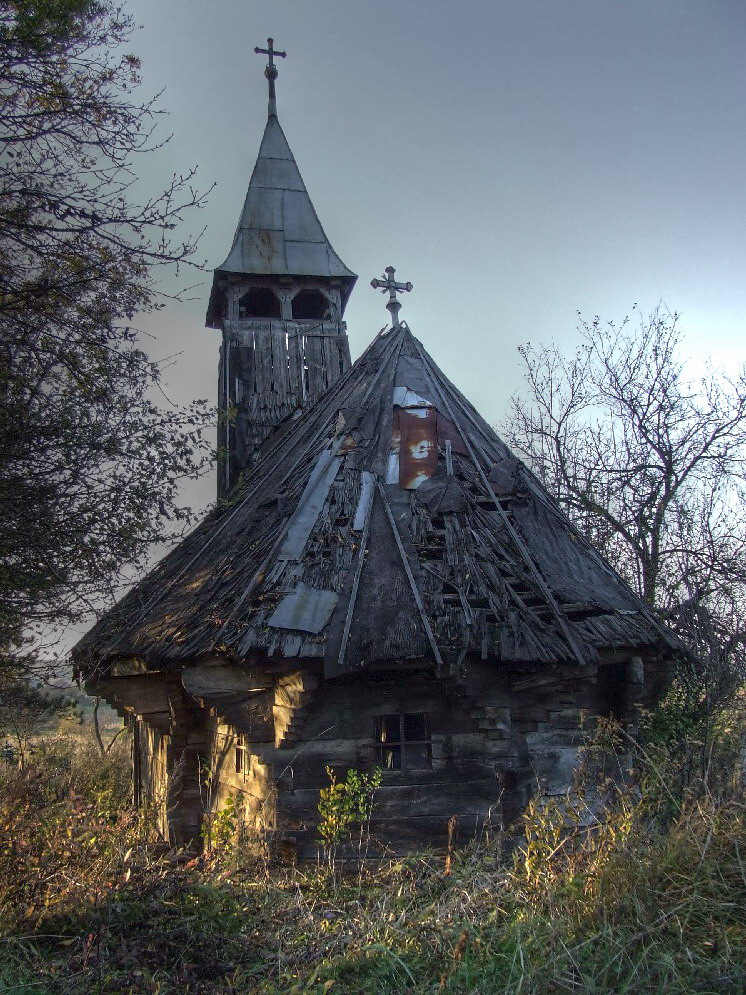
vedere din est.
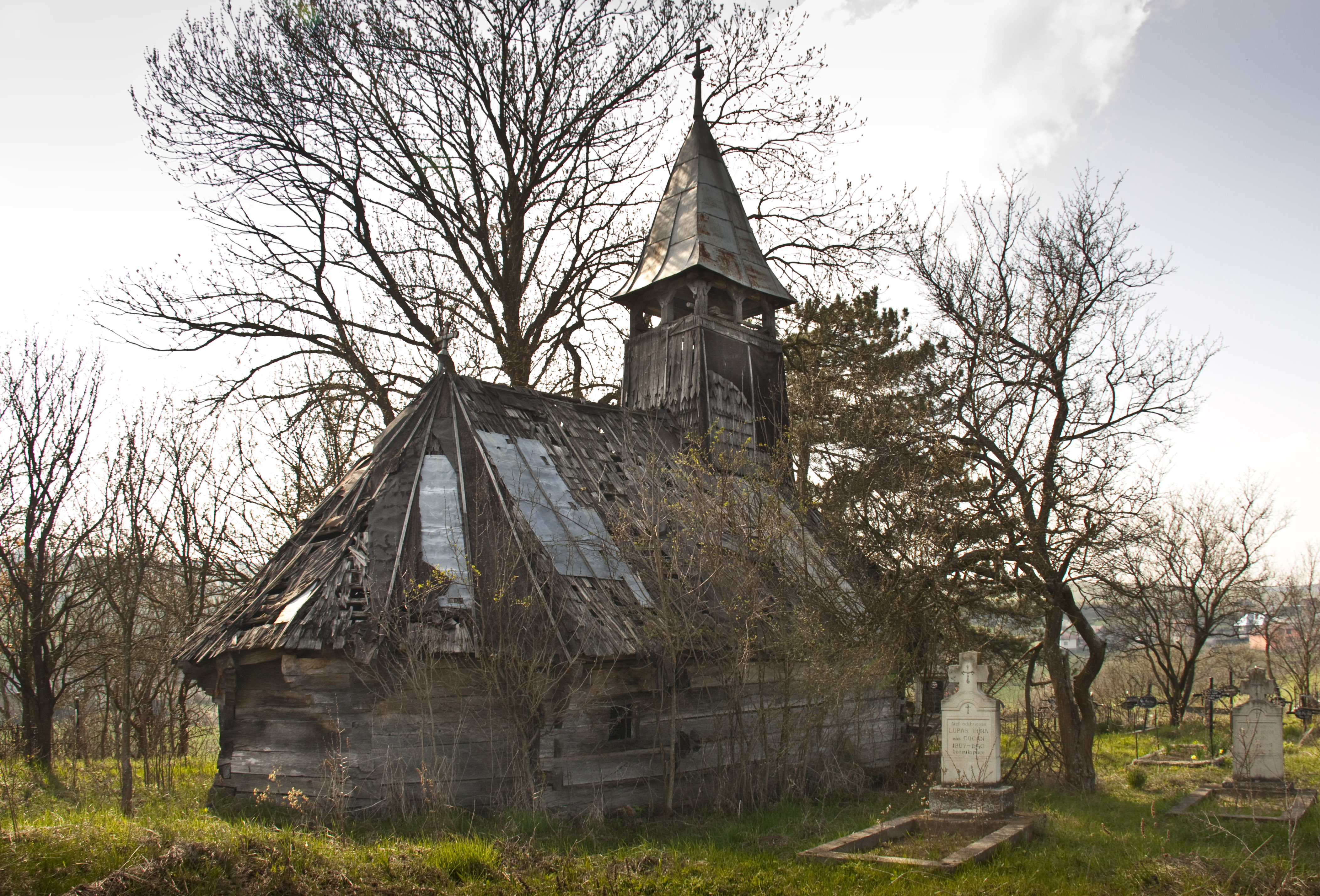
nord-est
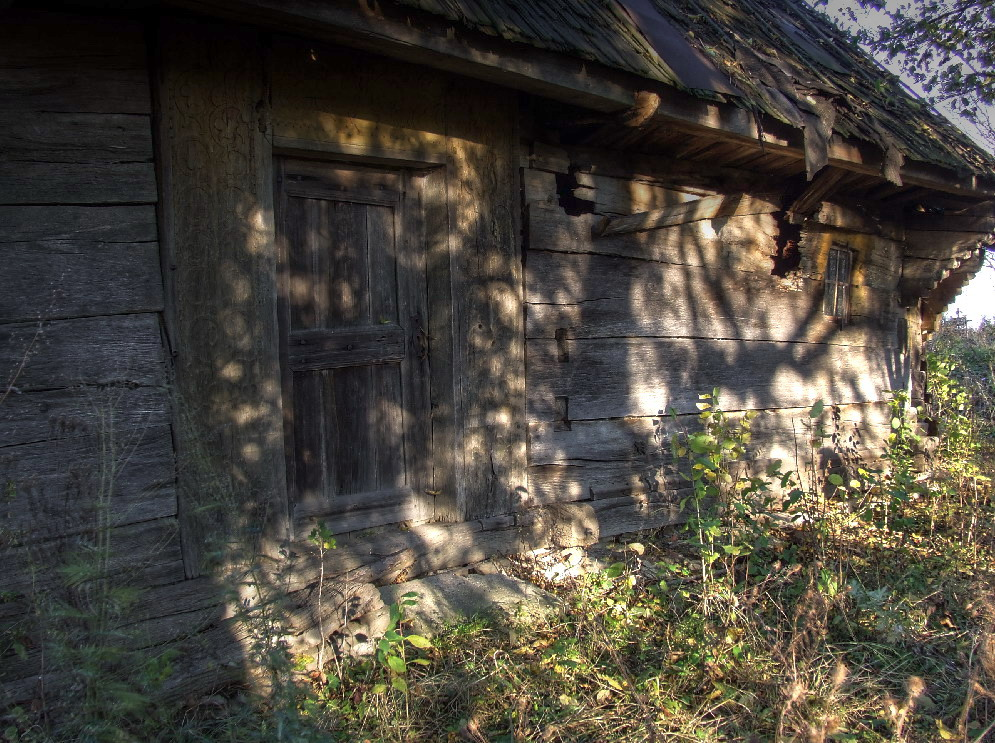
latura de sud
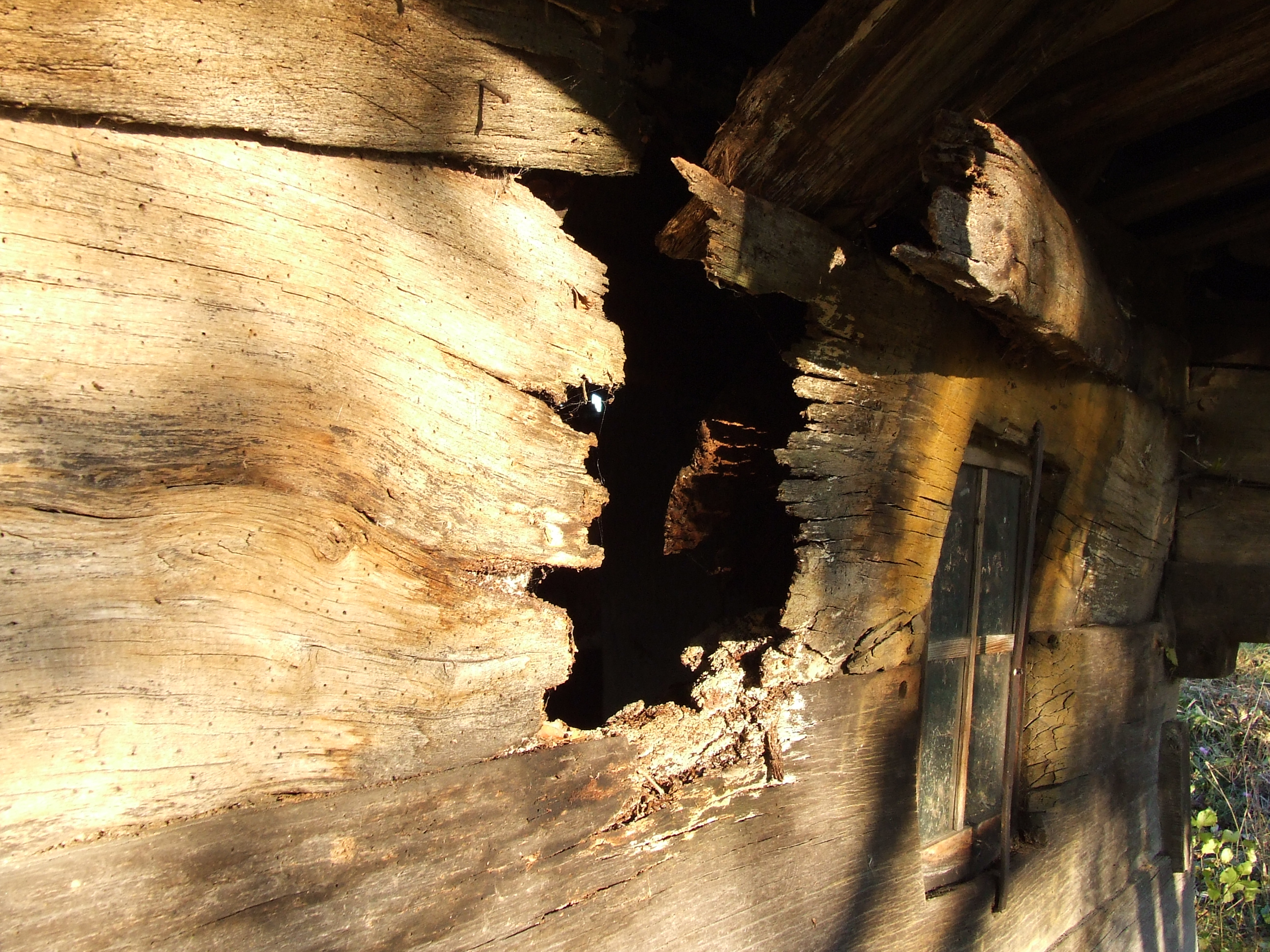
spărtură.
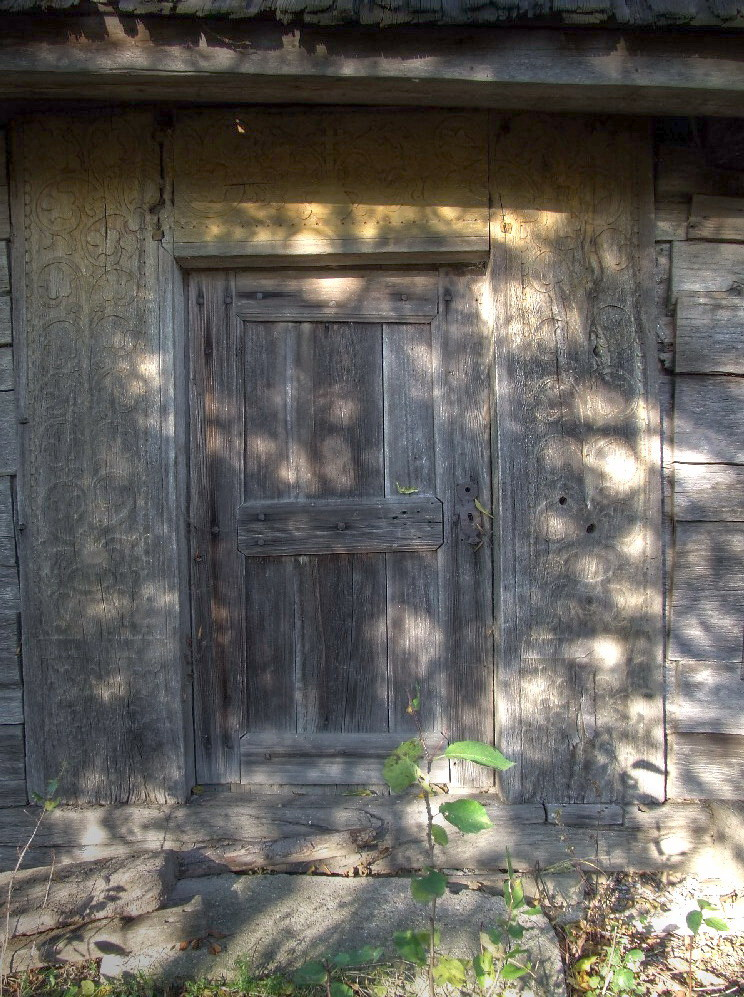
portal
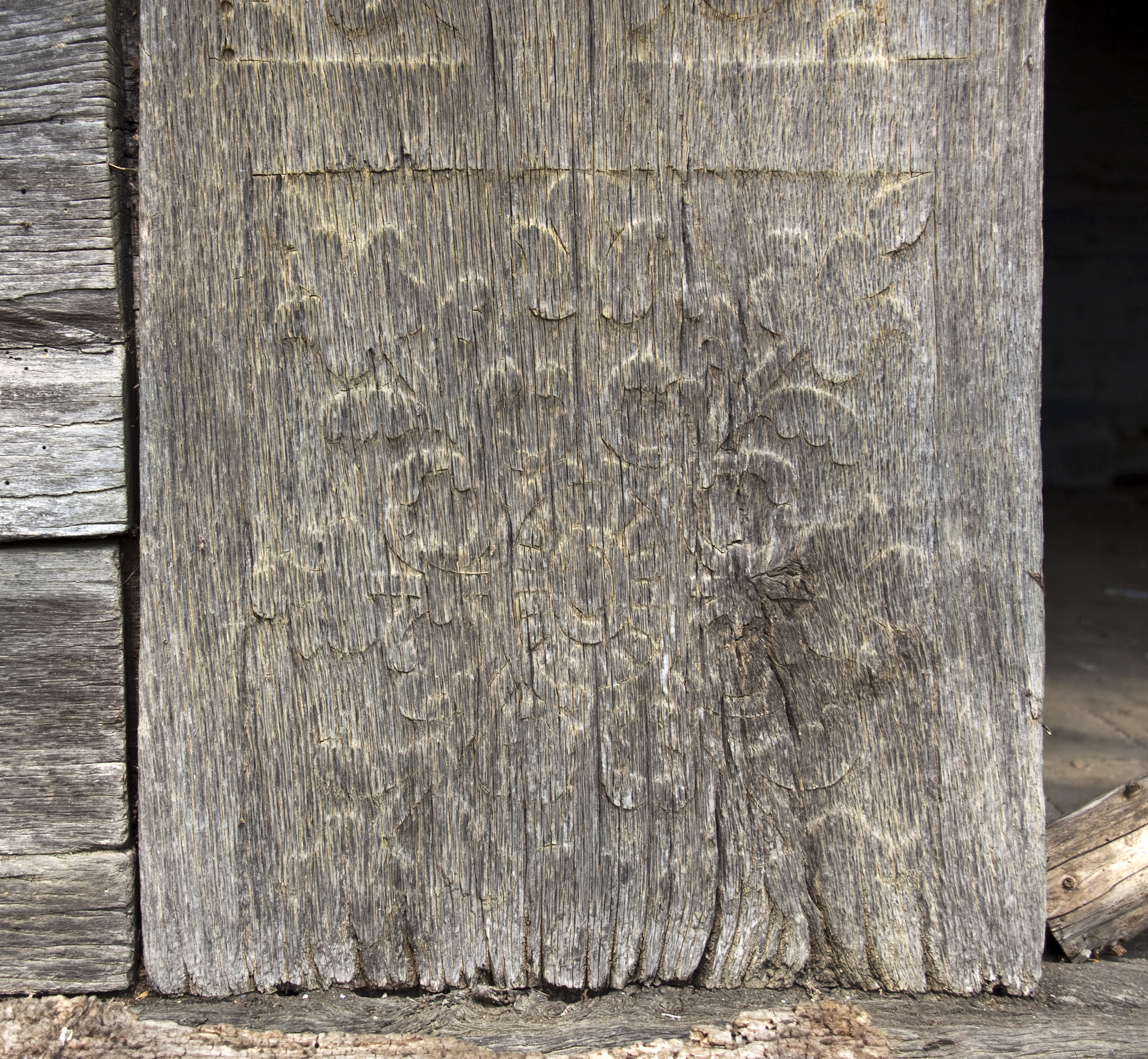
oul
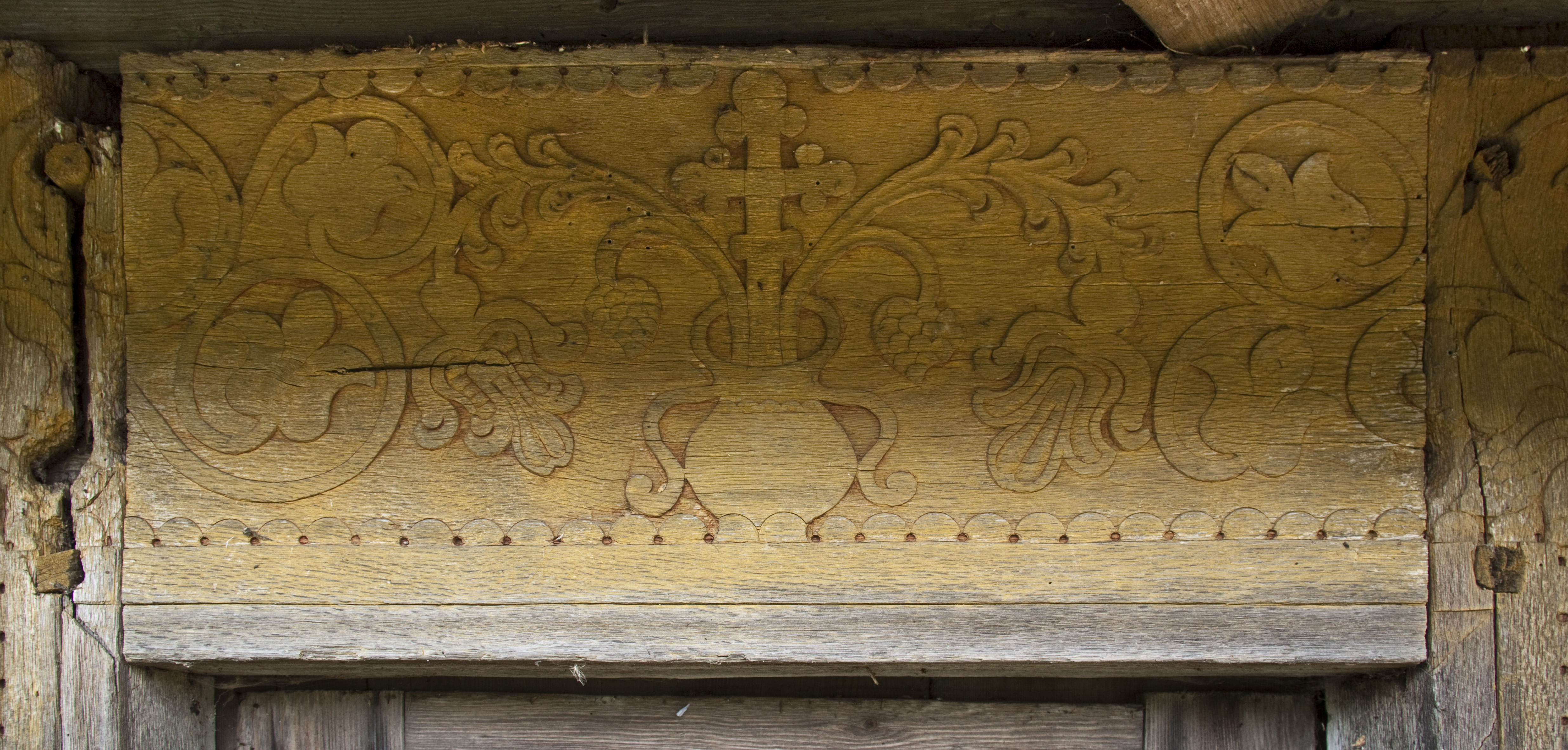
pomul vieţii
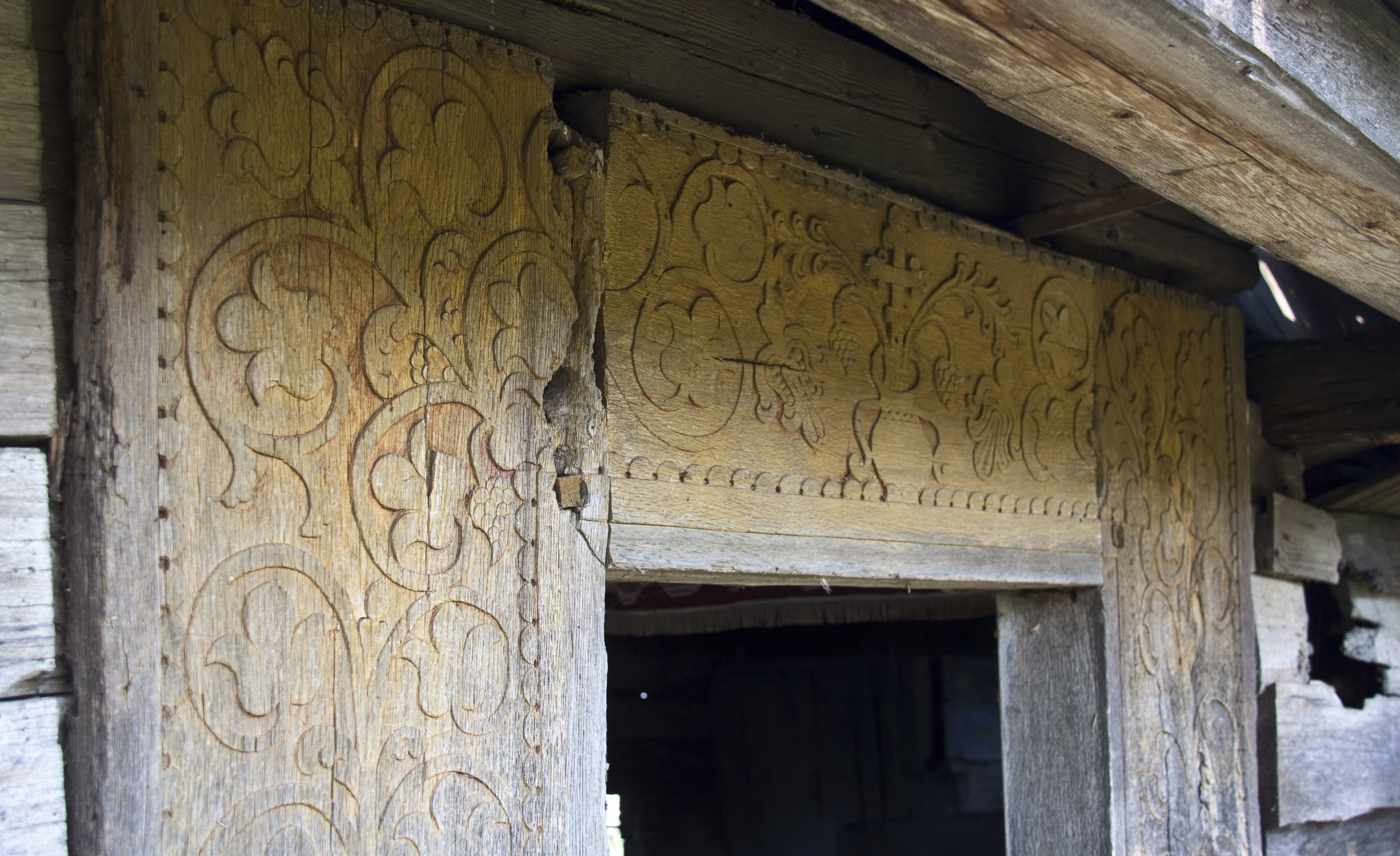
peste intrare
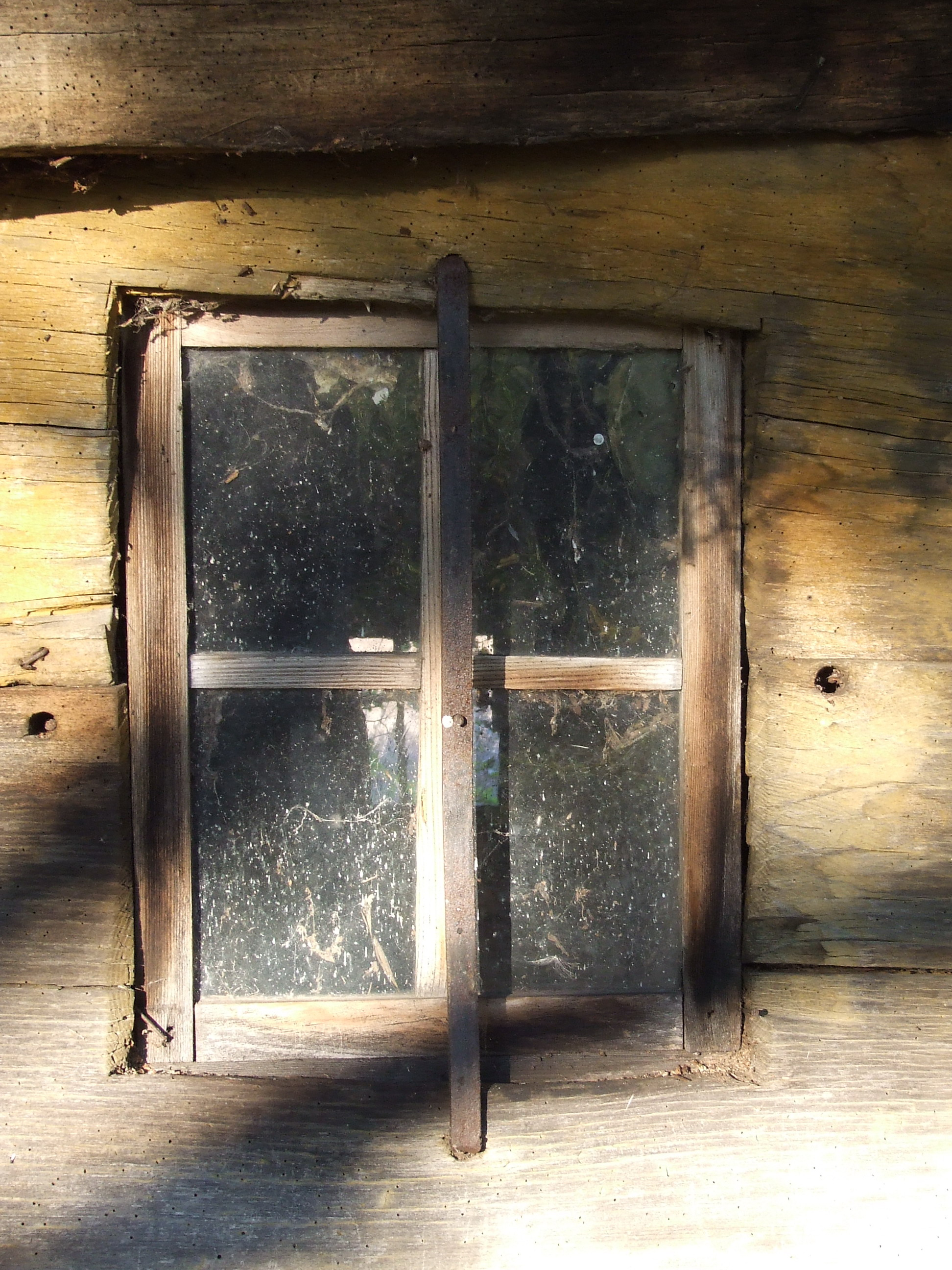
fereastră
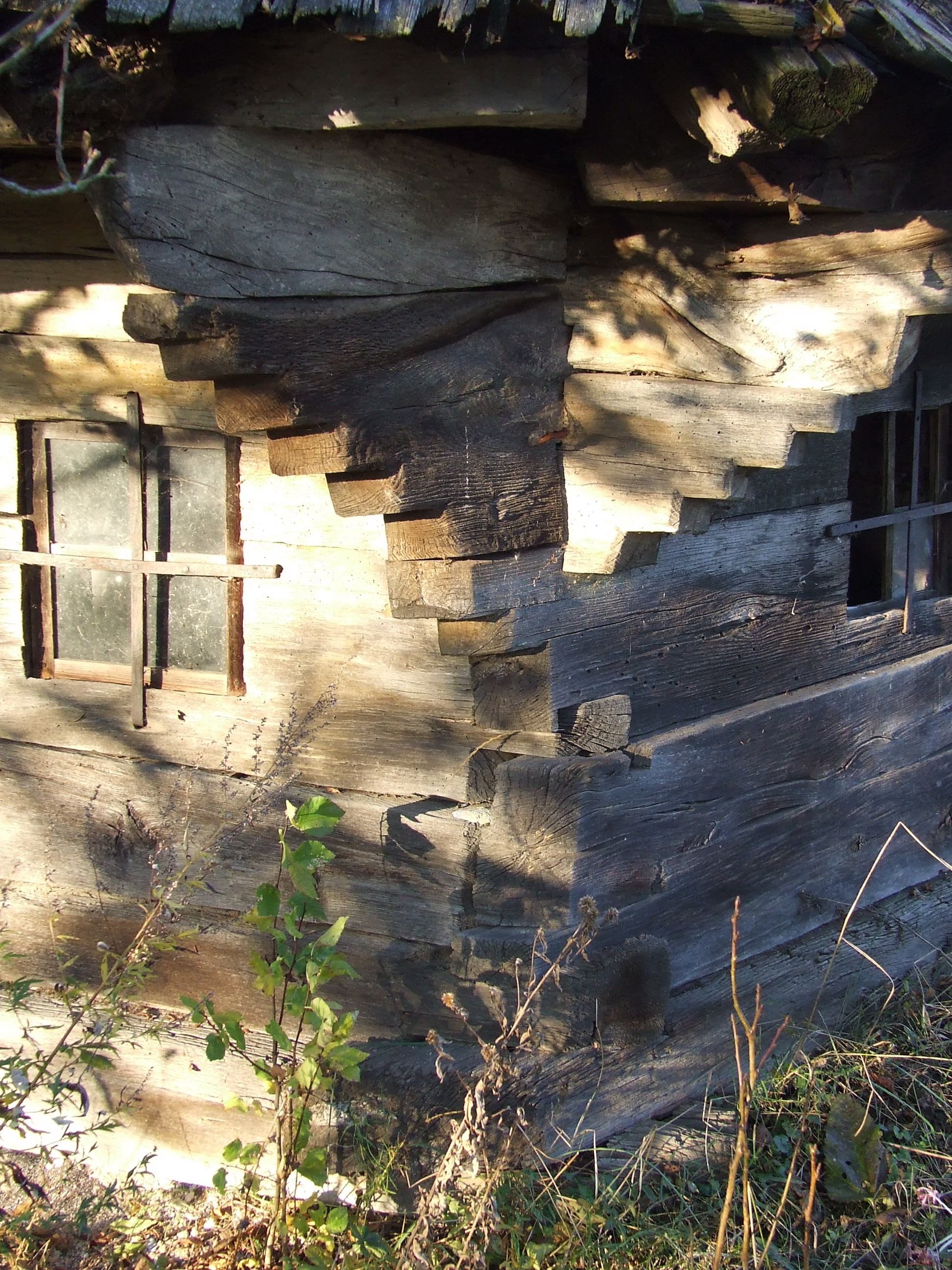
îmbinare la absida altarului
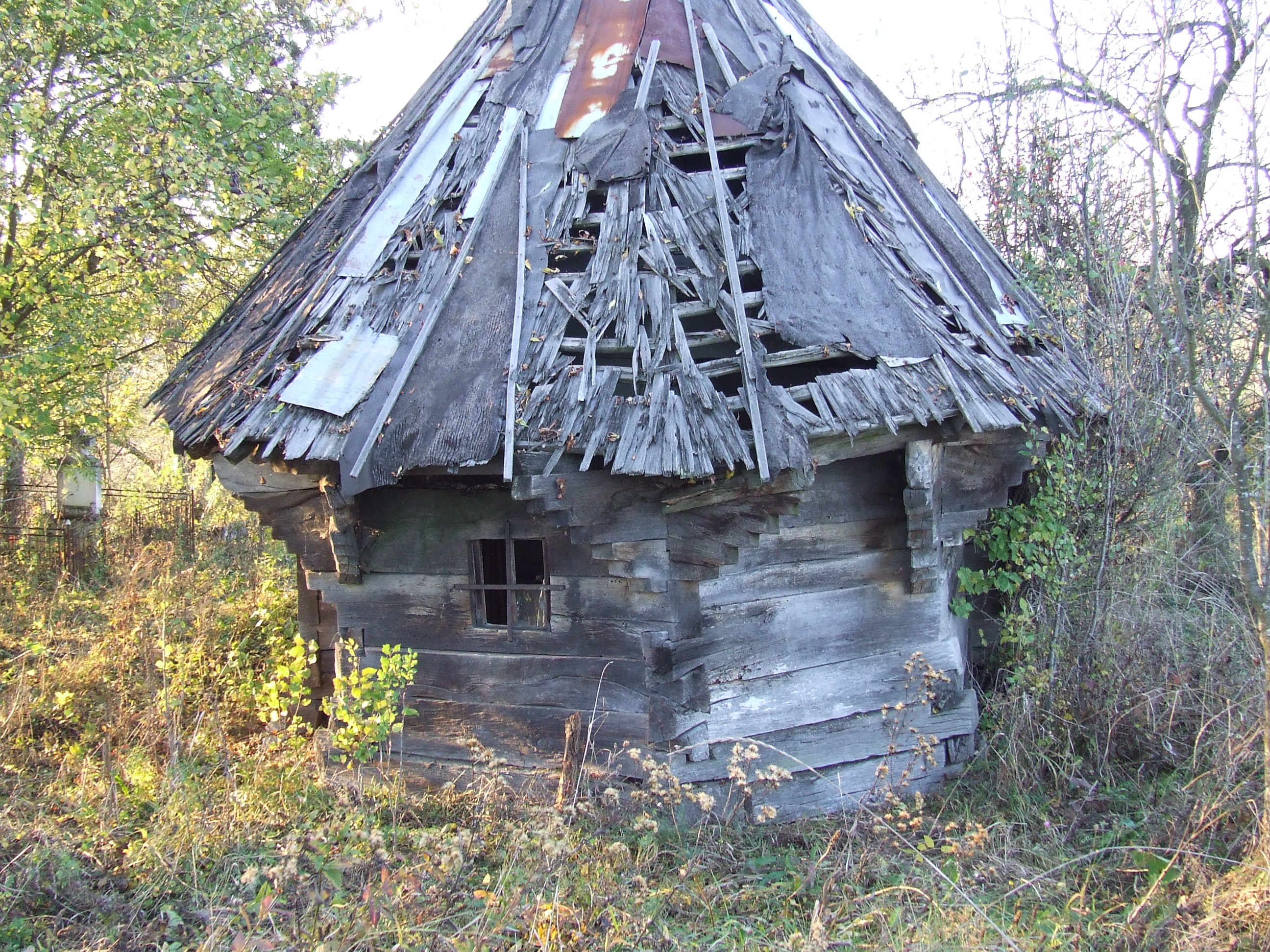
absida altarului
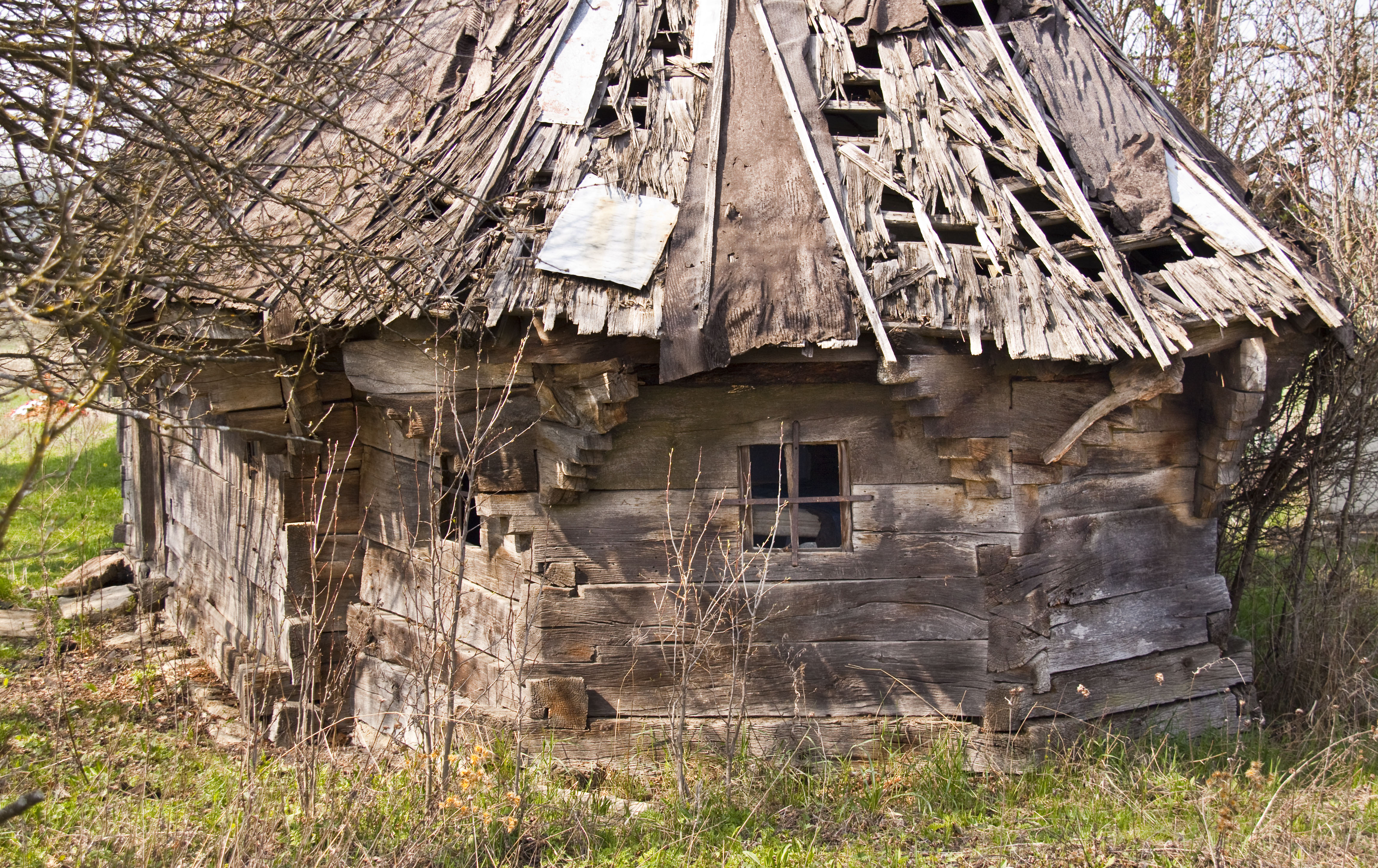
butea, sud-est
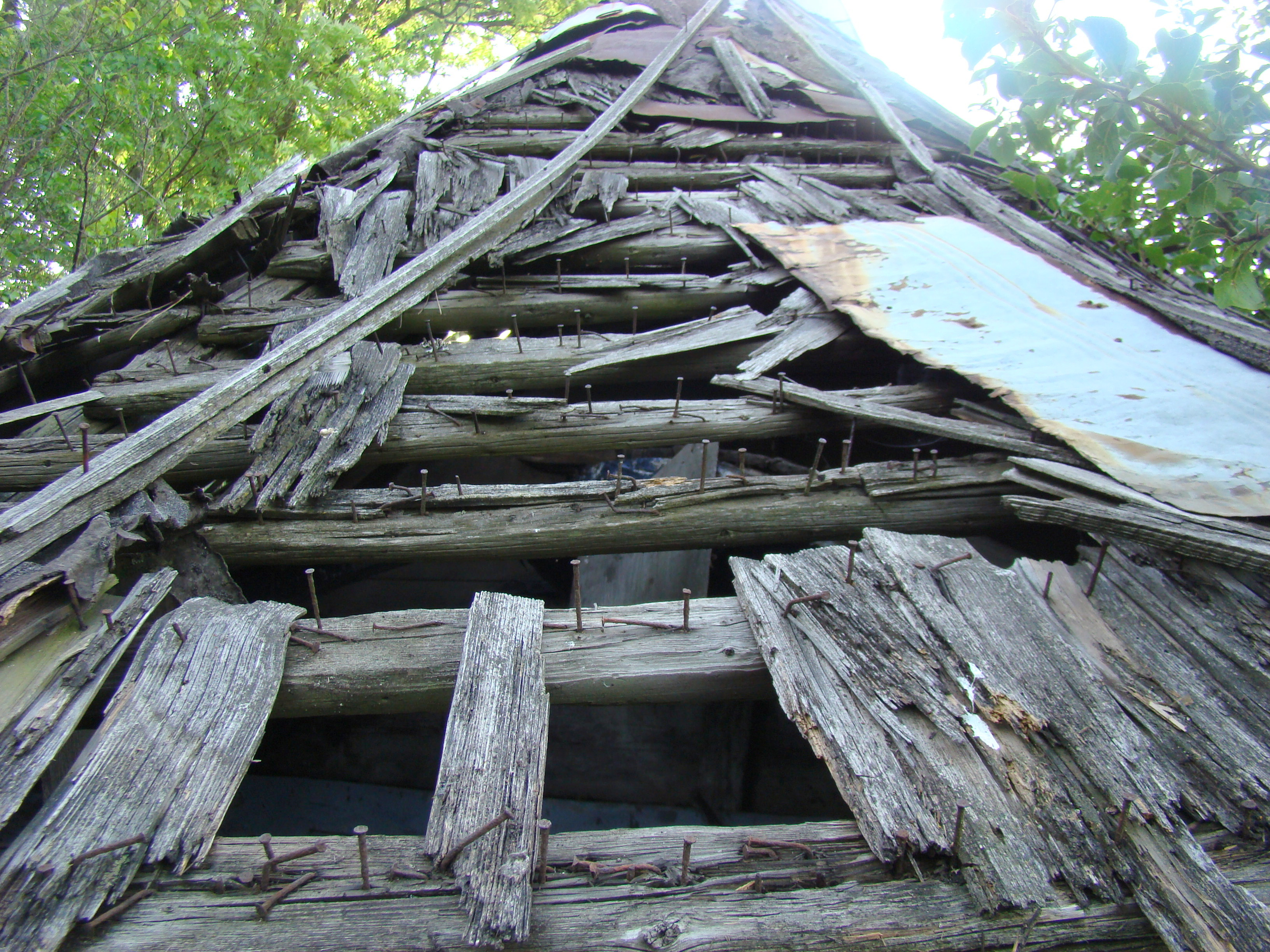
acoperiş deteriorat
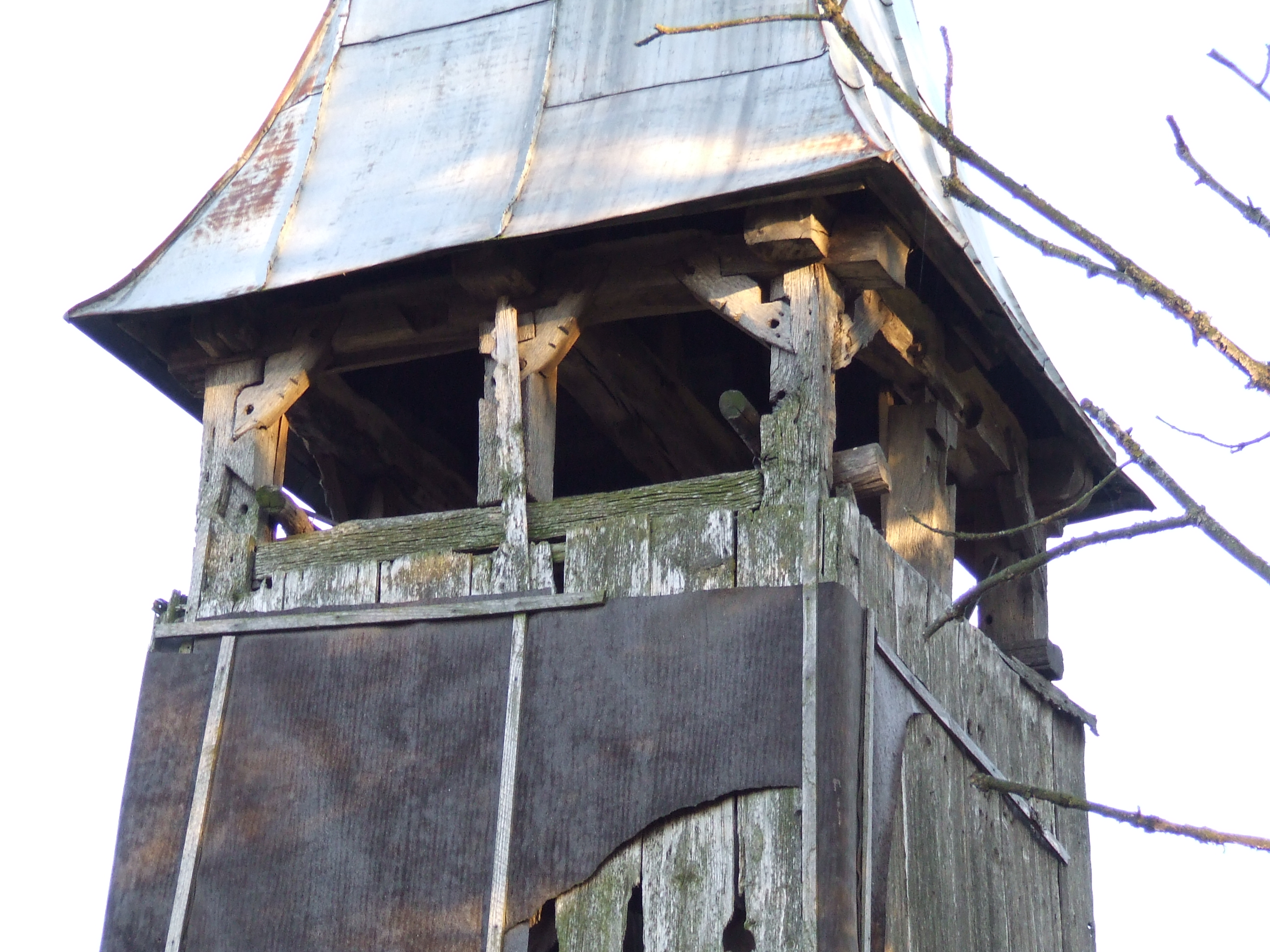
galeria turnului
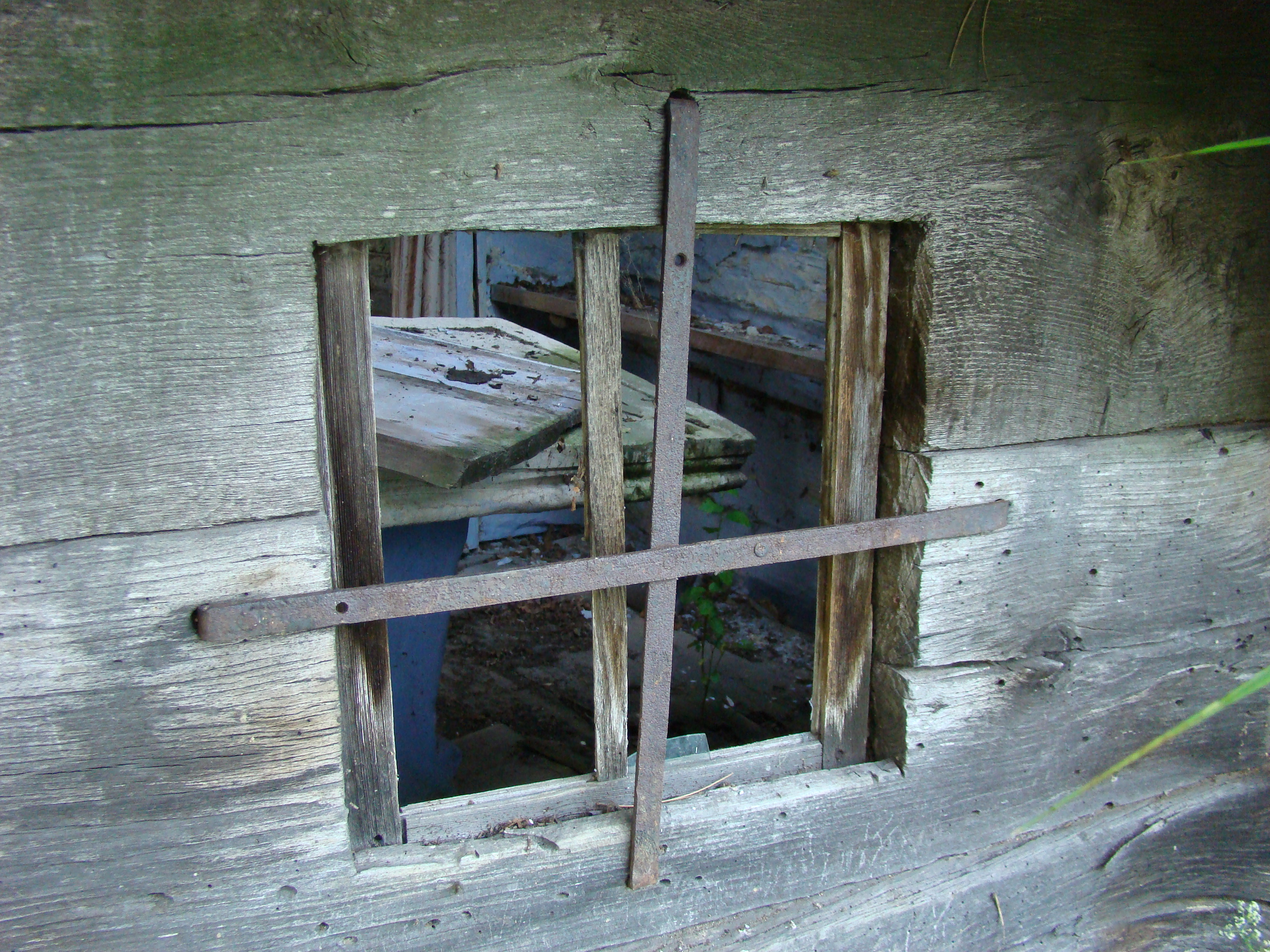
Fereastră
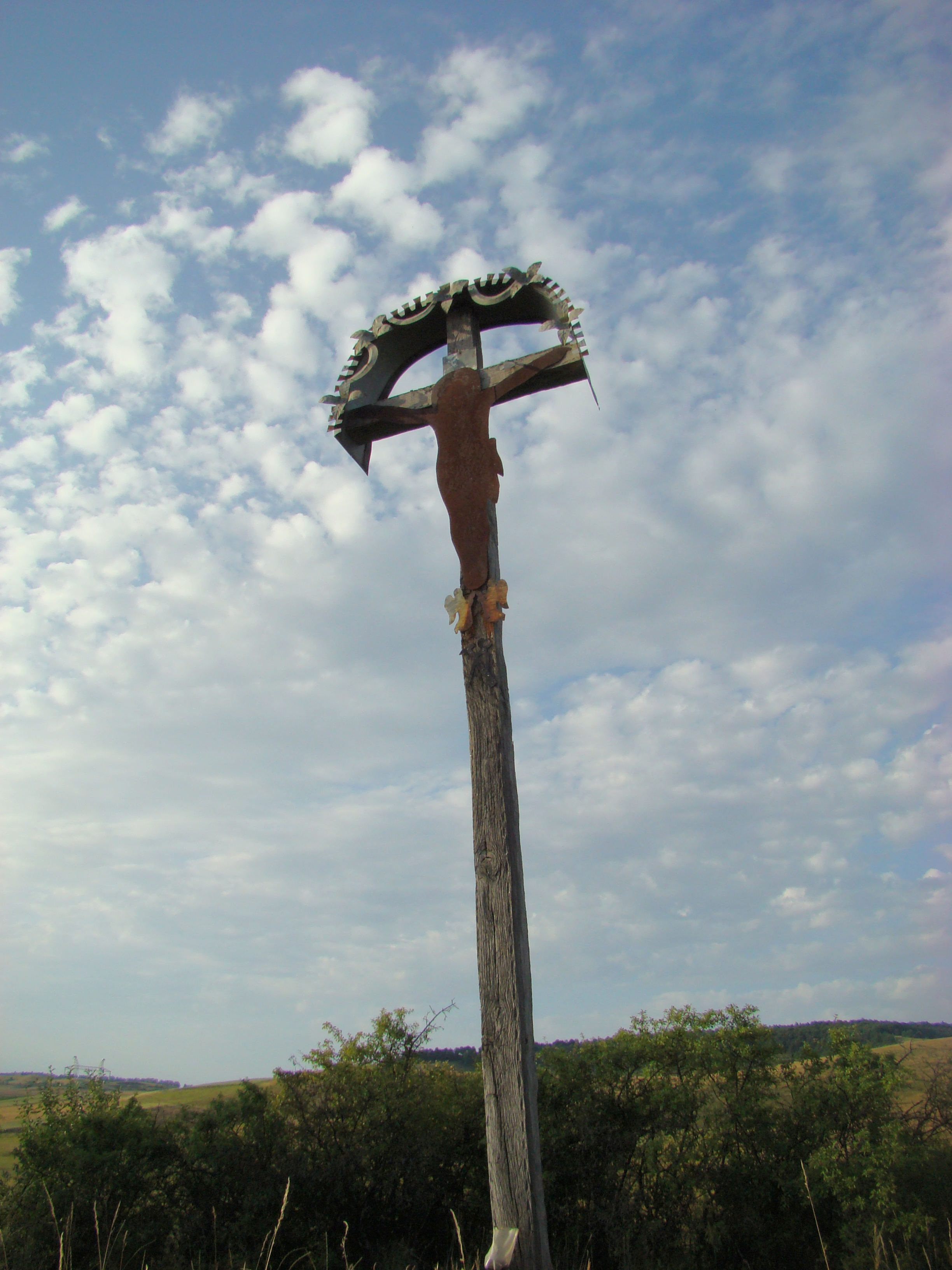
Troița
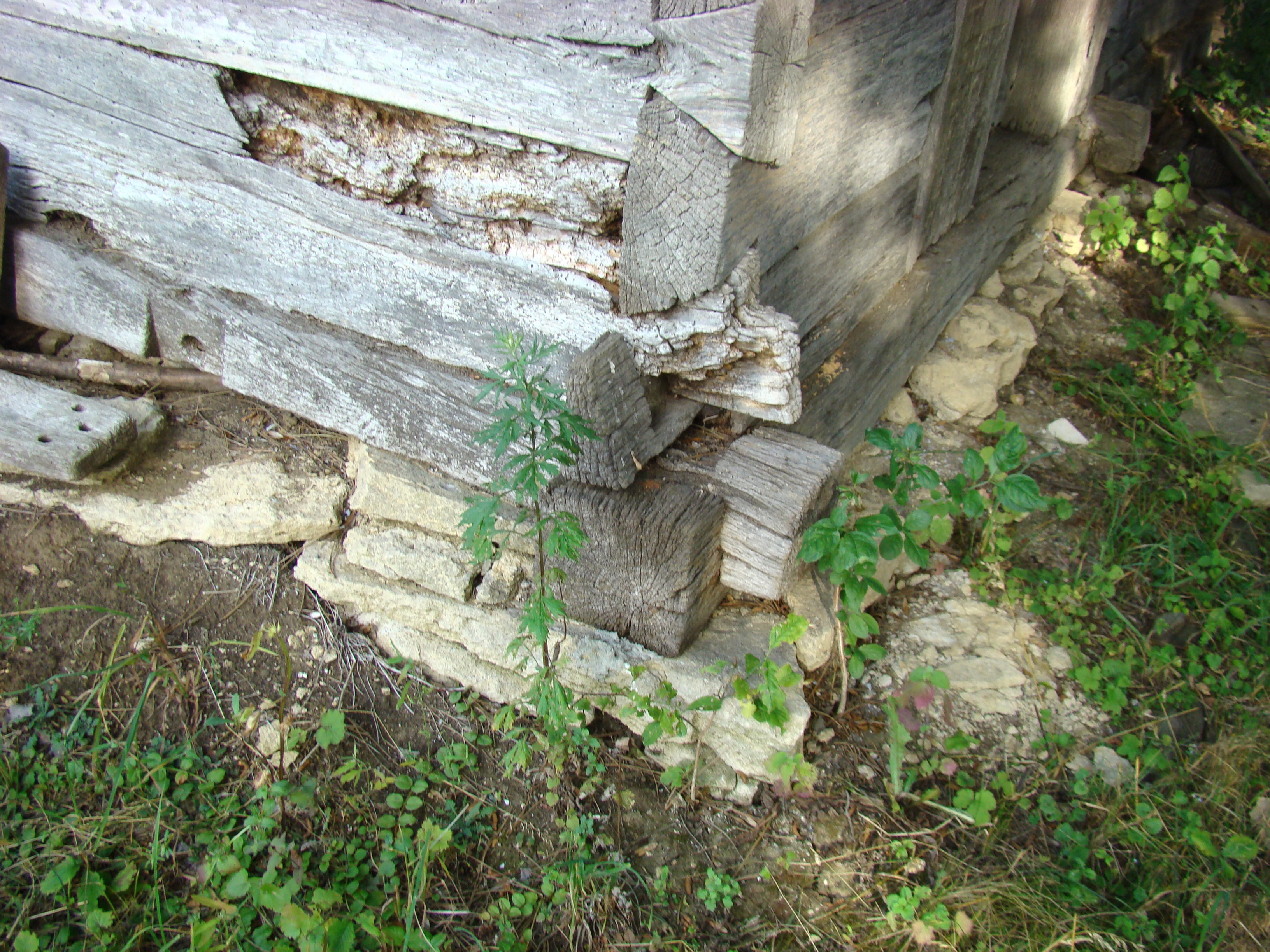
Îmbinări
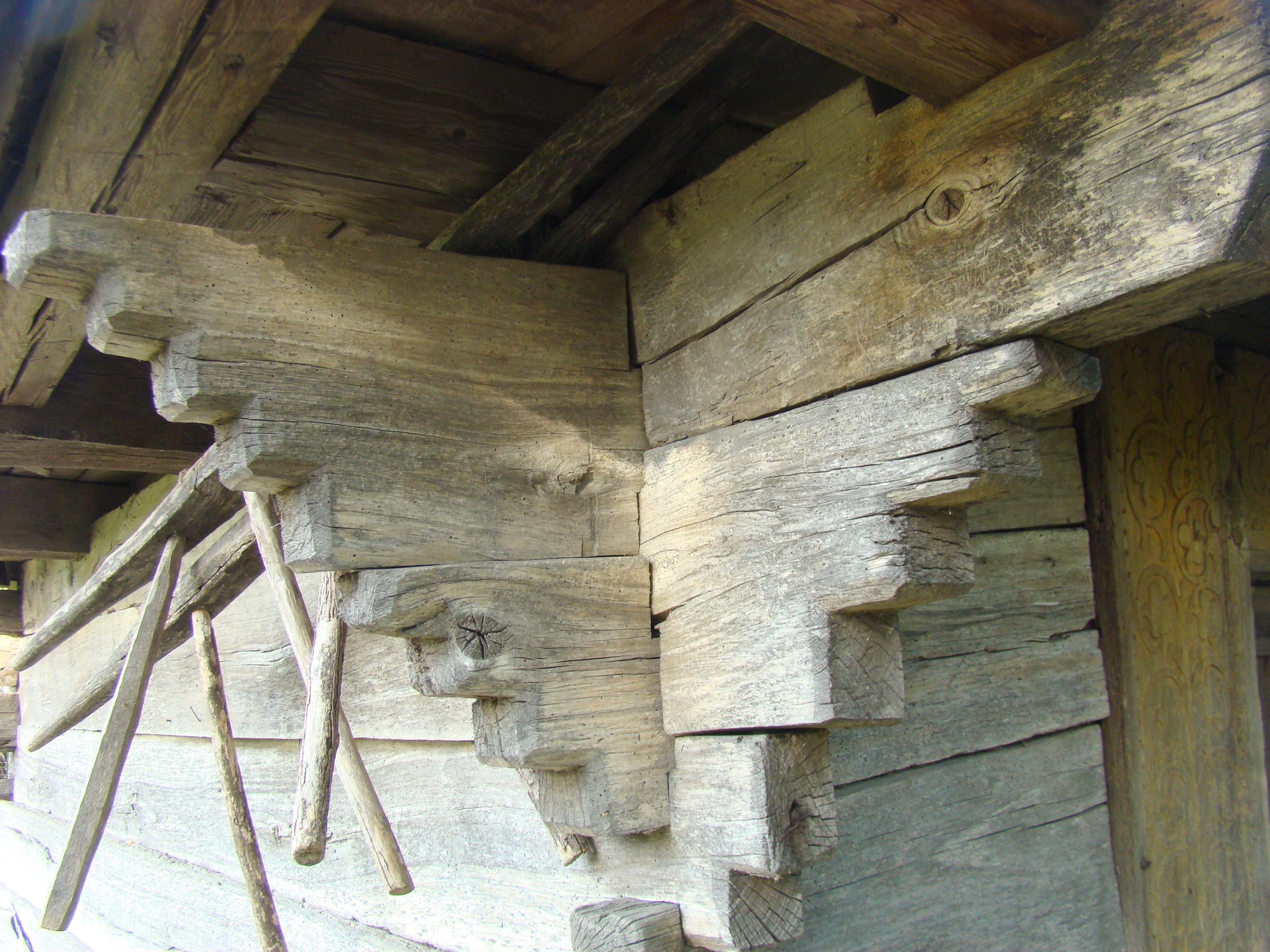
Console
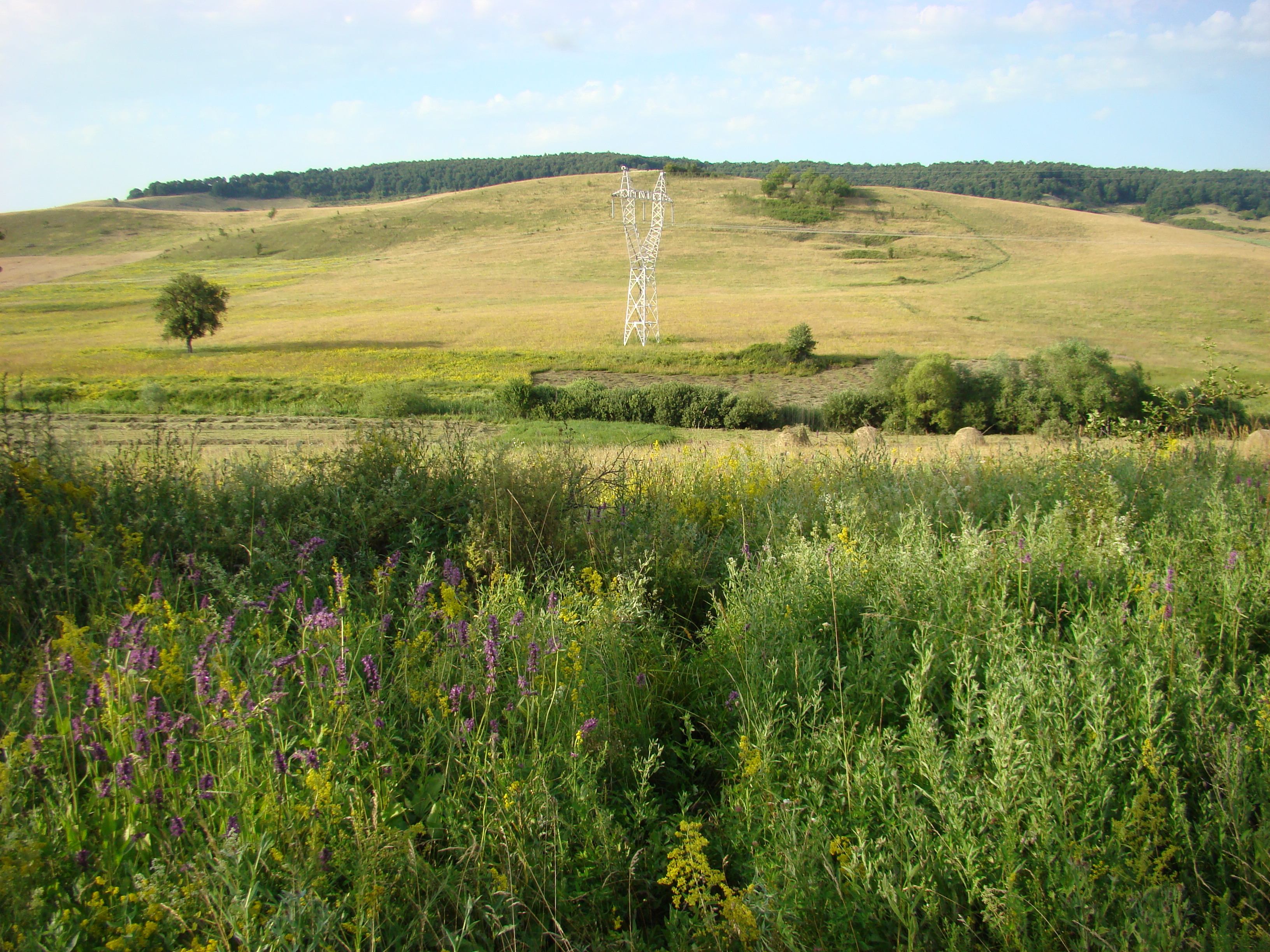
Împrejurimi

## Imagini din interior

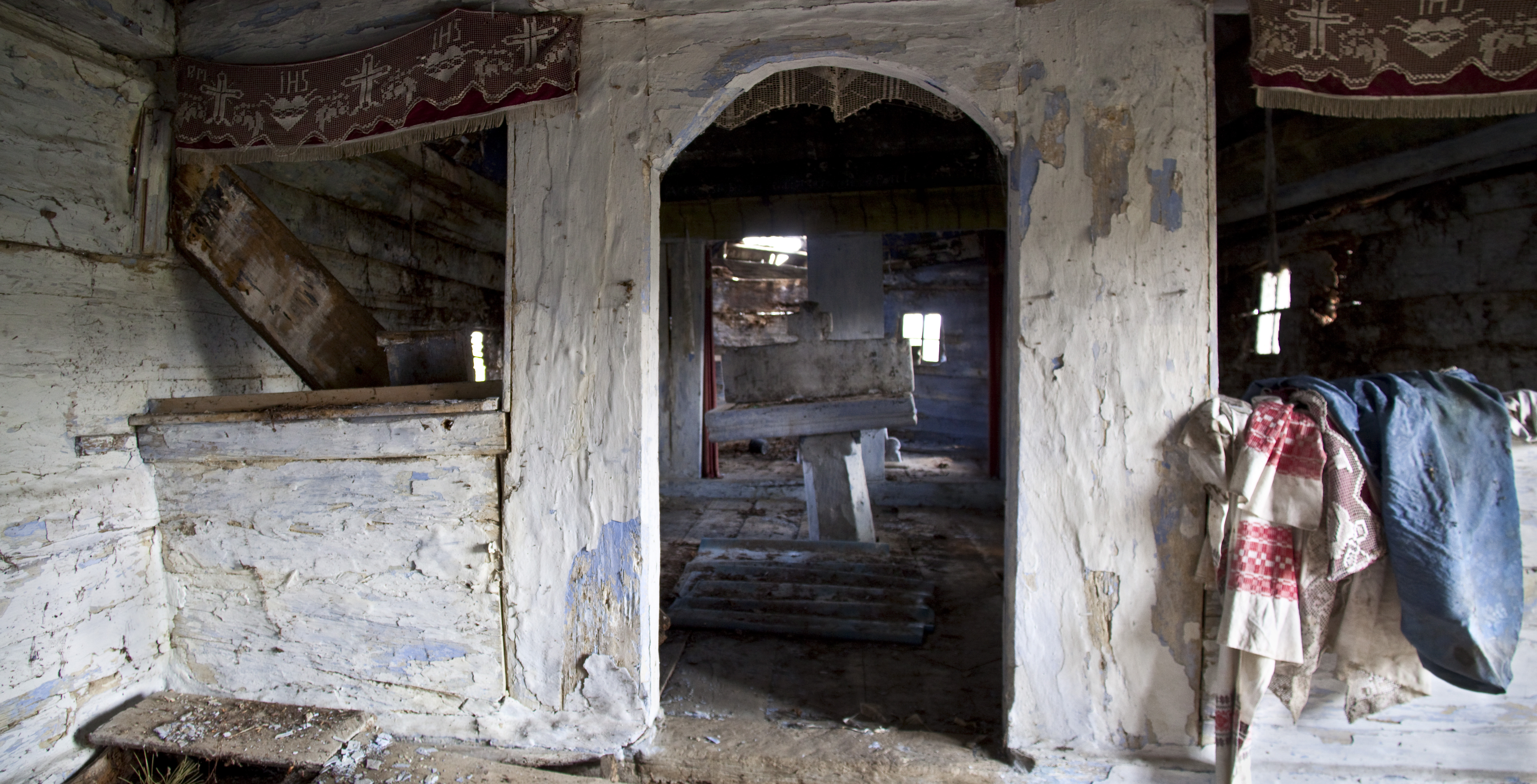
pronaos
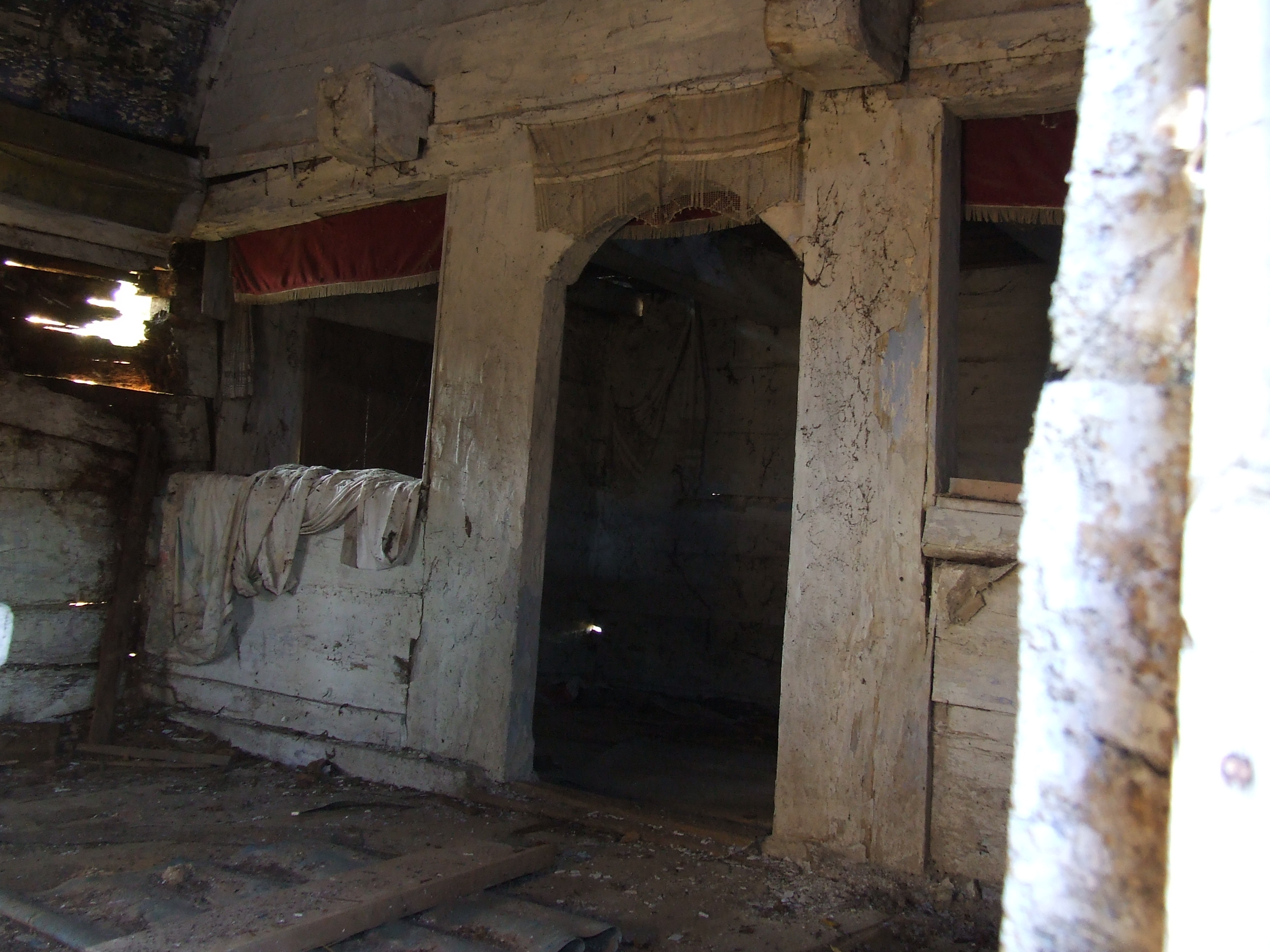
Peretele despărţitor dintre naos şi pronaos. Vedere din naos
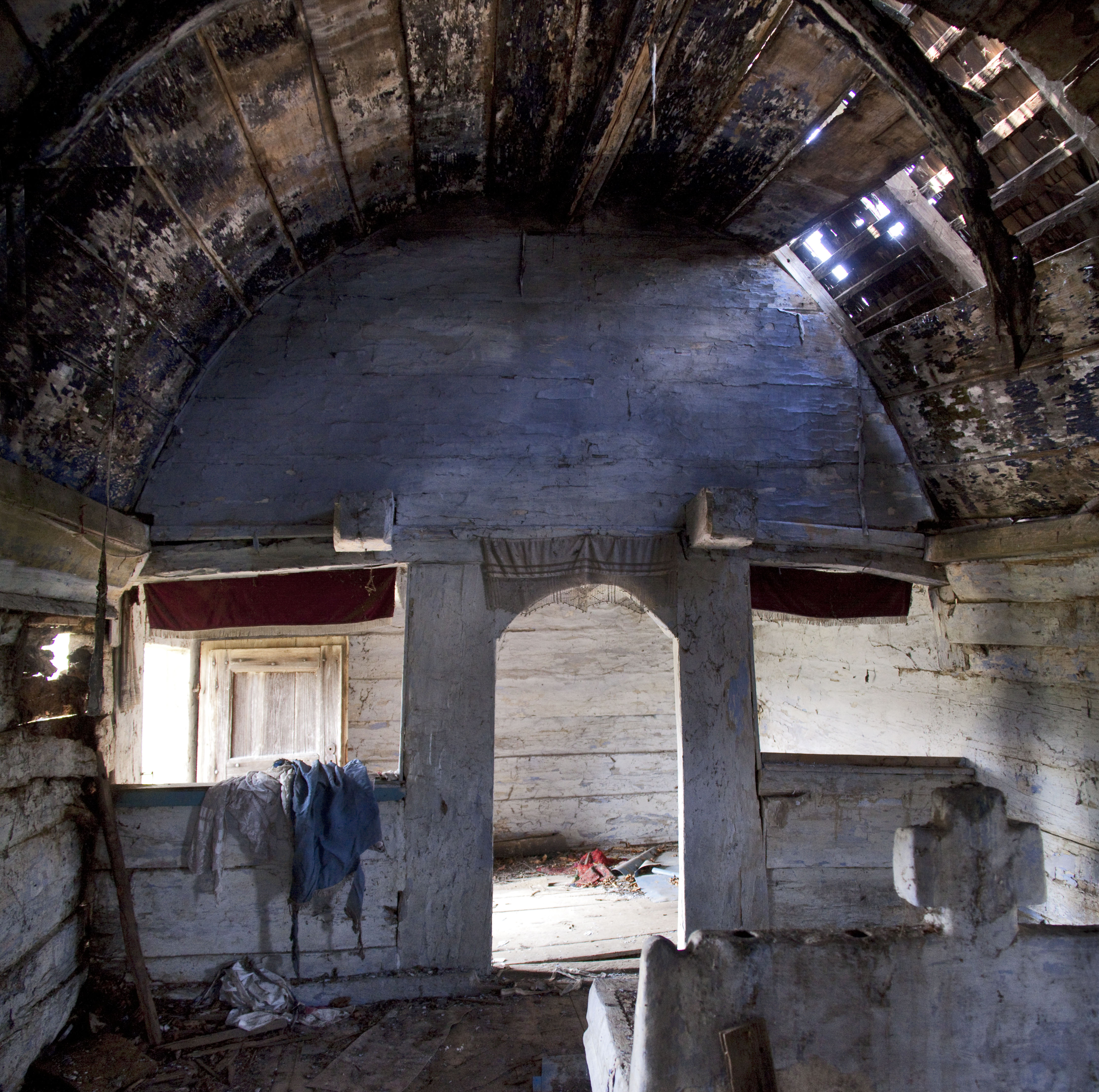
naos
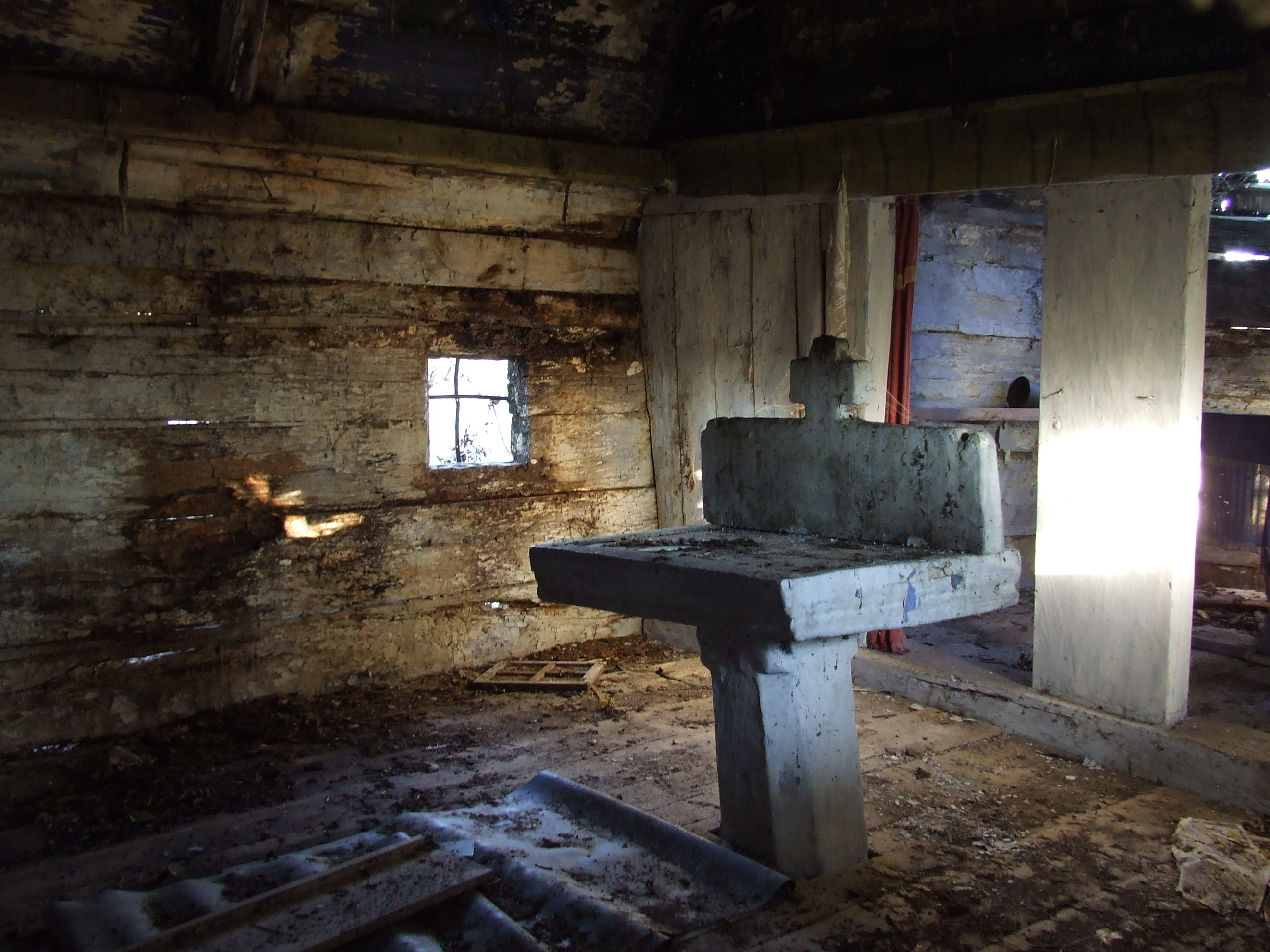
În naosul bisericii...
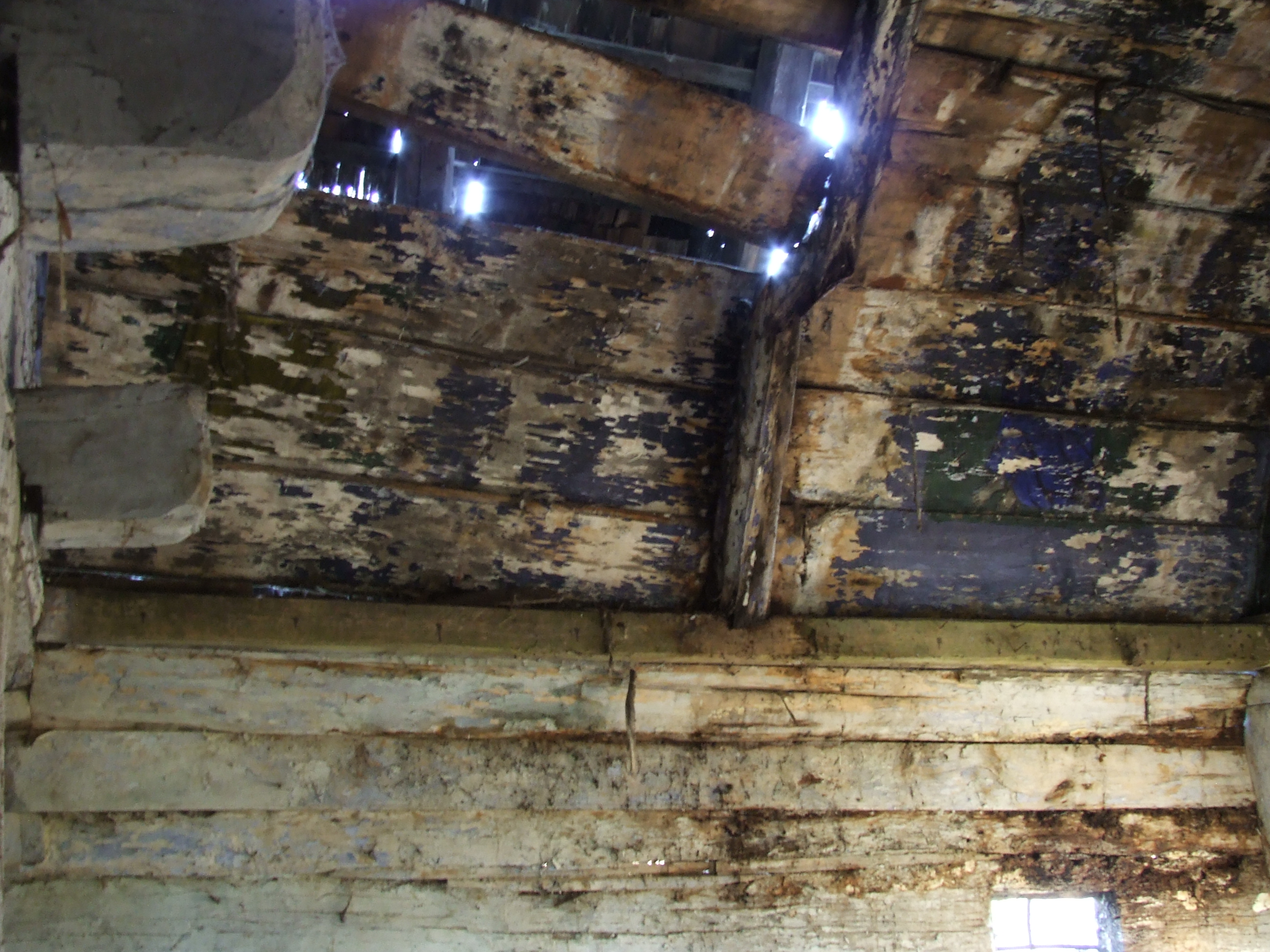
Detaliu la bolta naosului
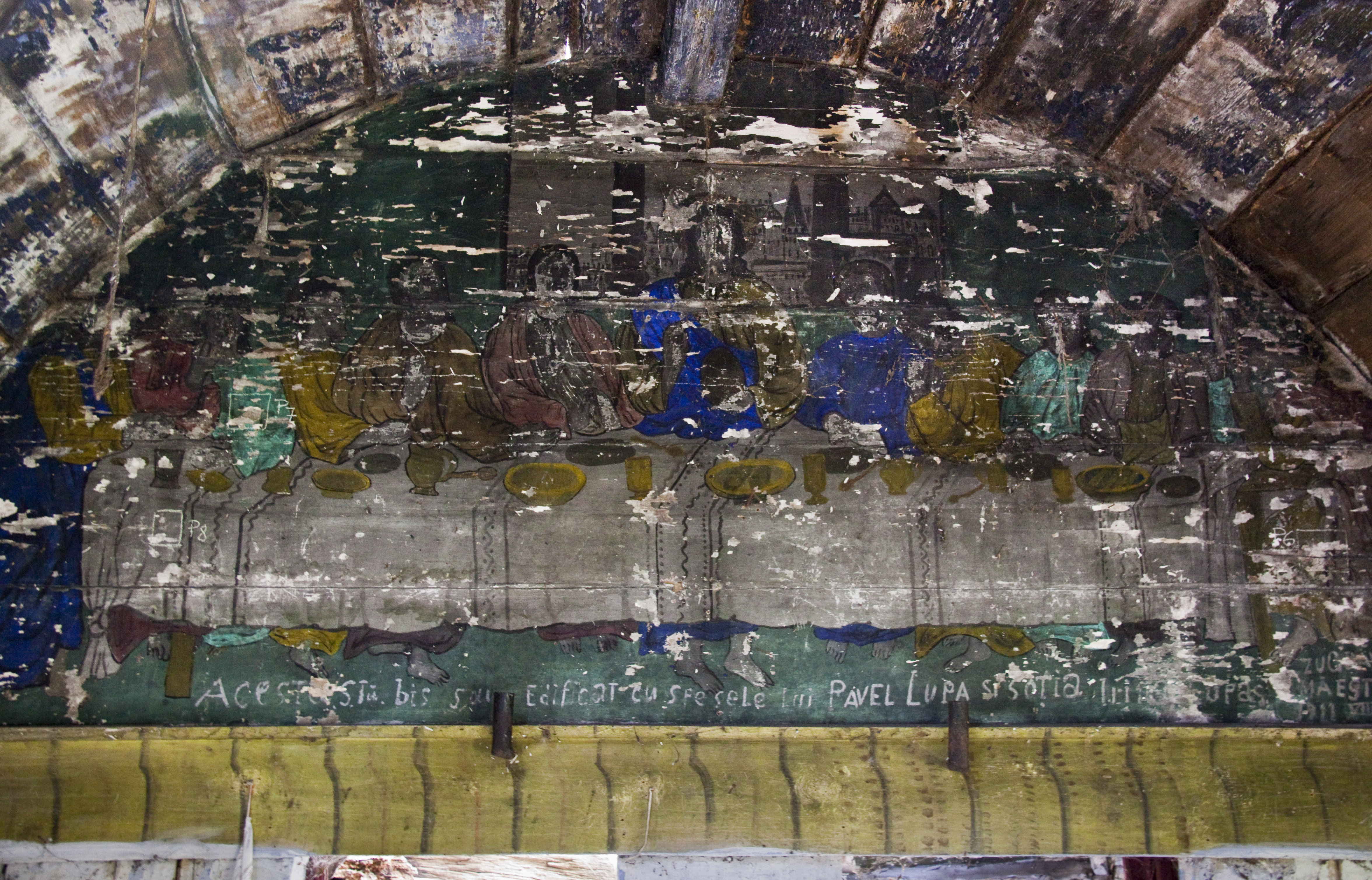
tâmpla, cina de taină, 1911
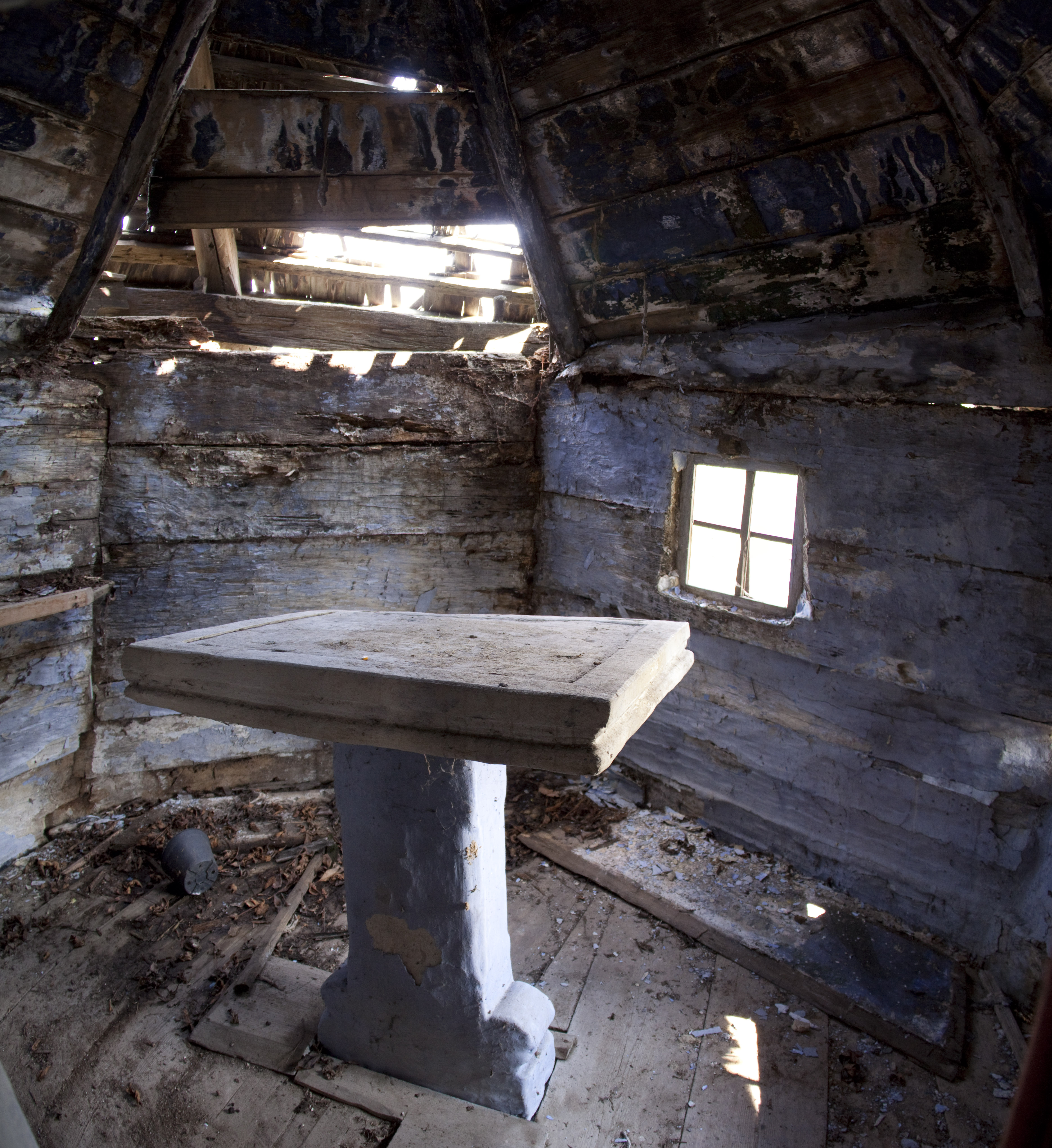
altar
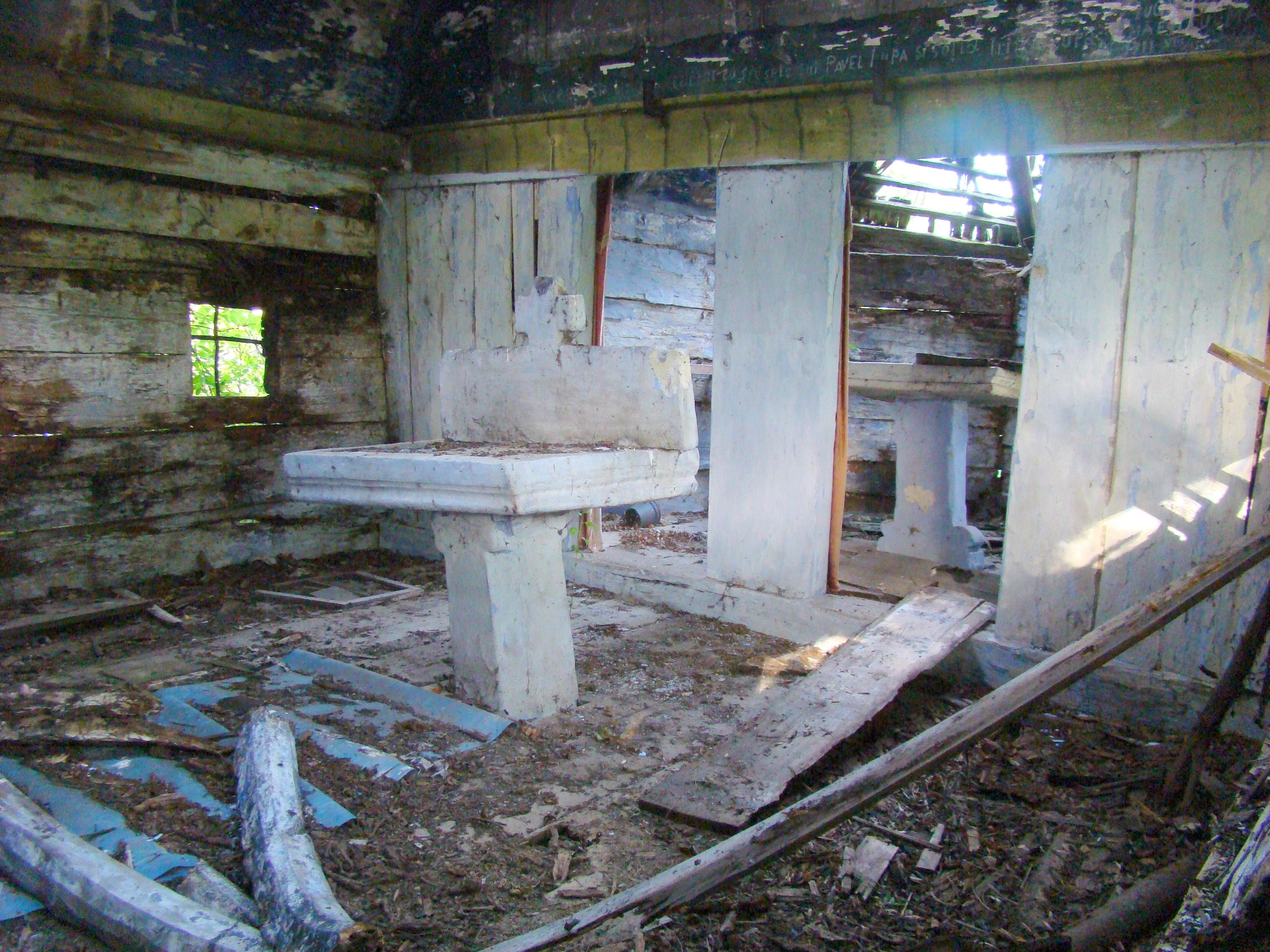
Interiorul în stare de ruină

## Biserica și împrejurimile iarna

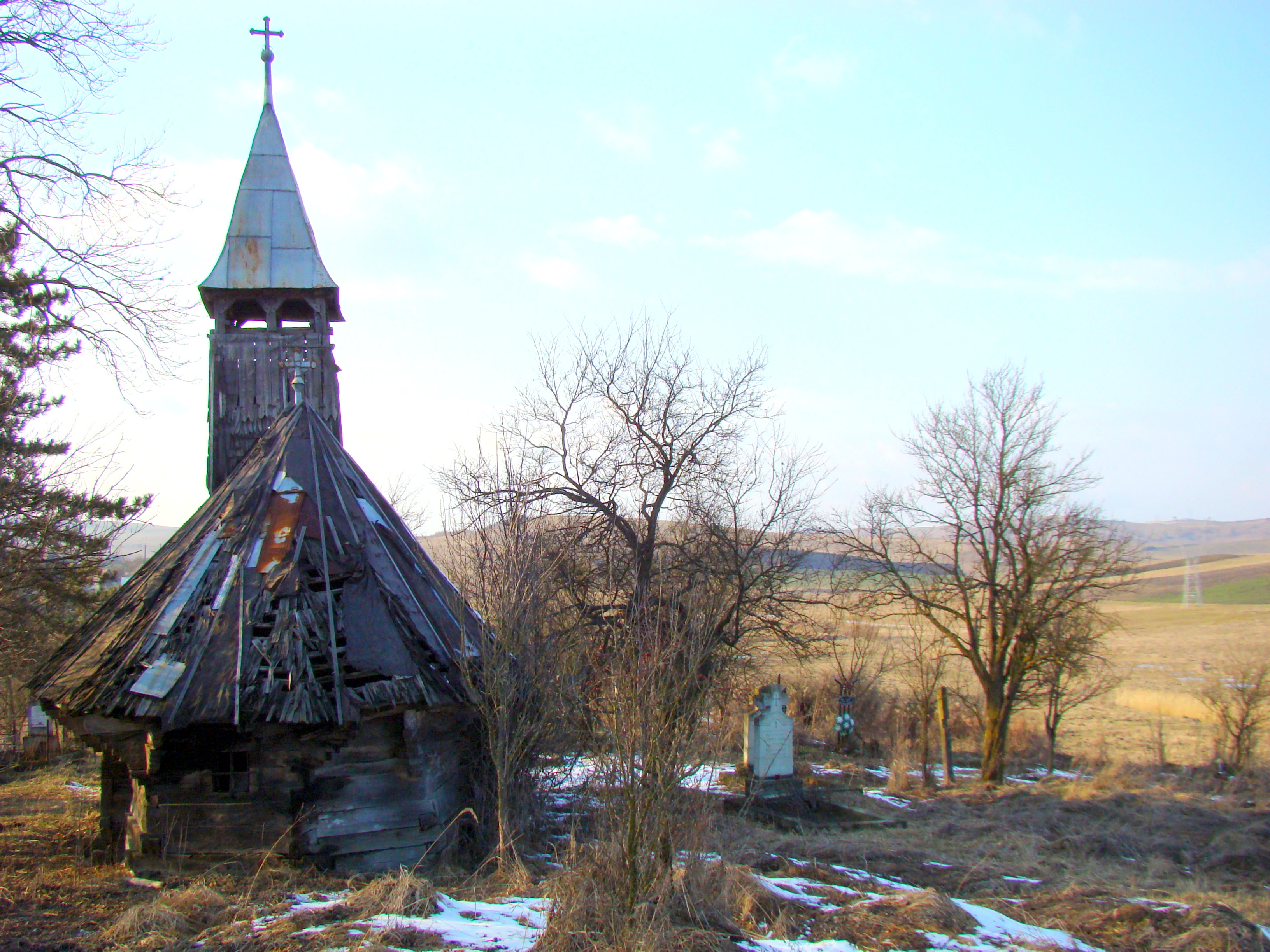
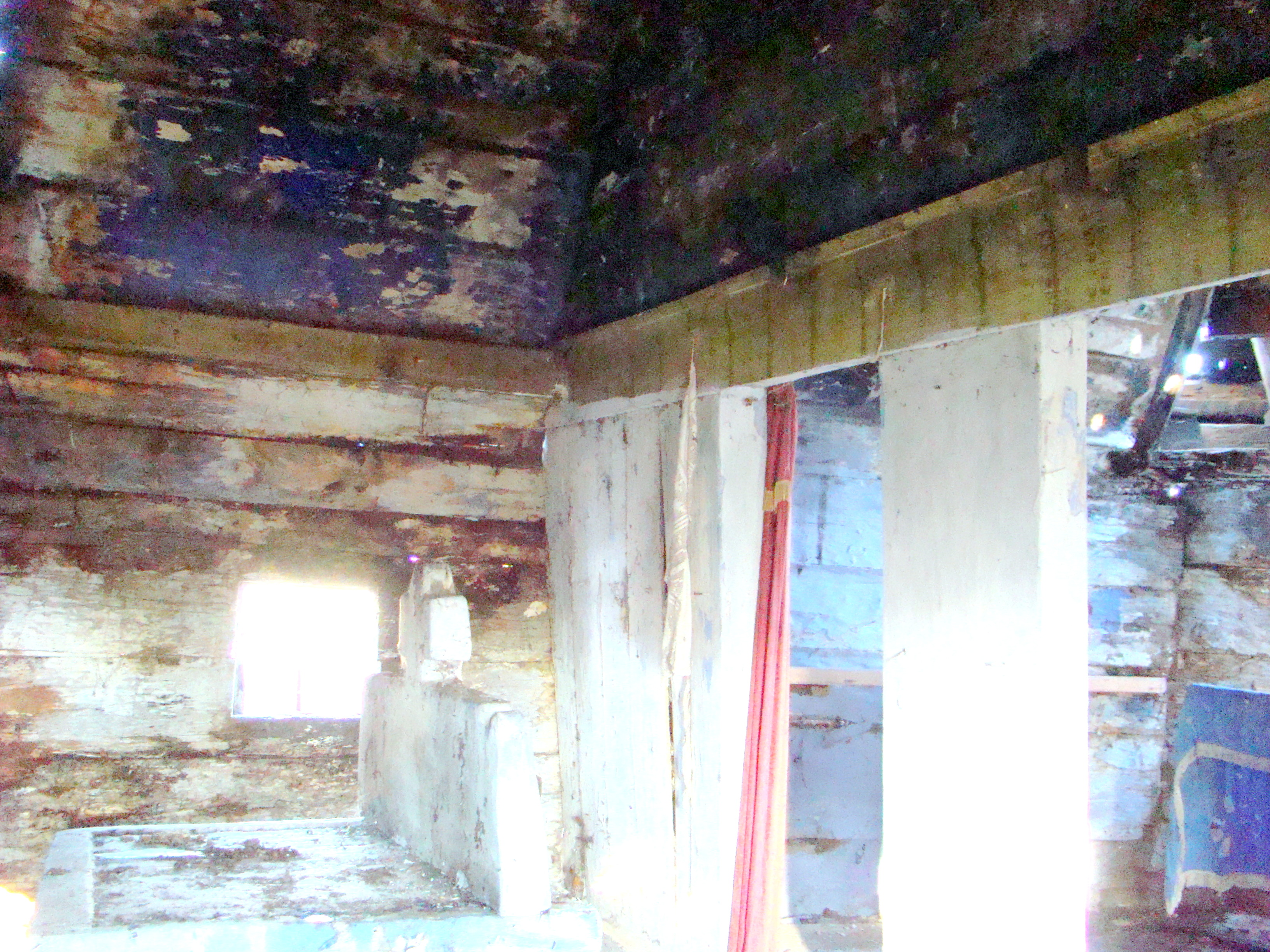
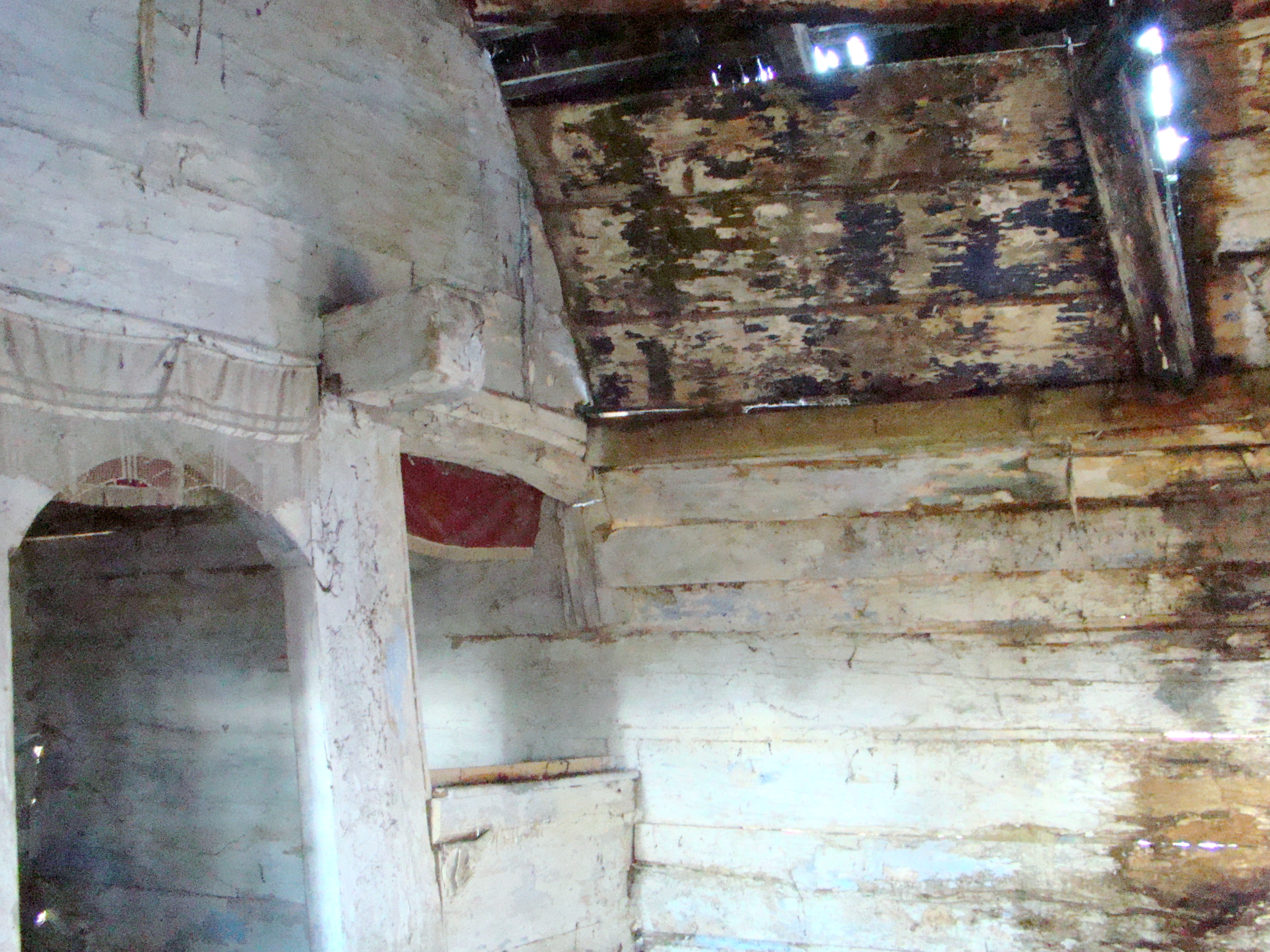
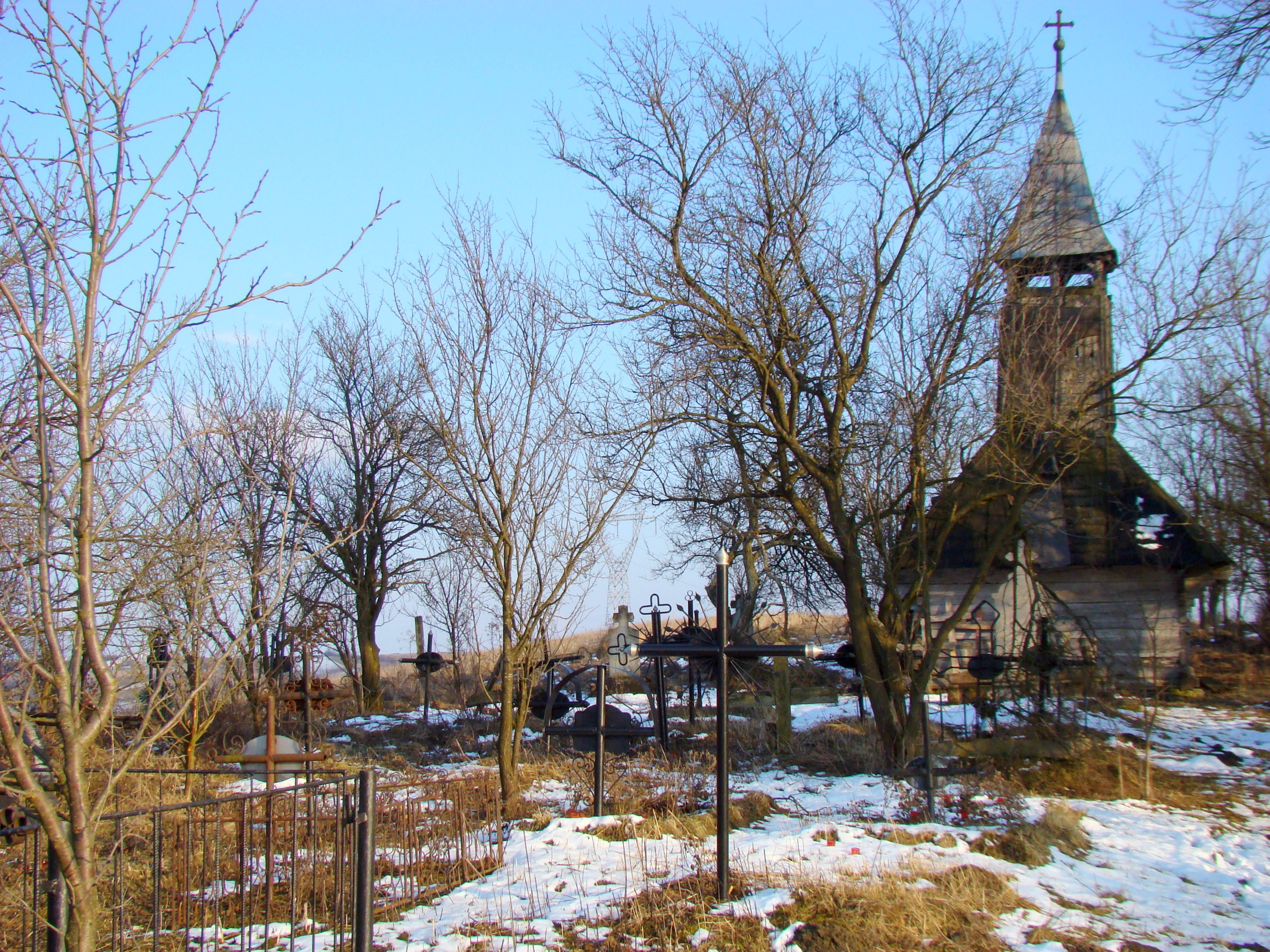
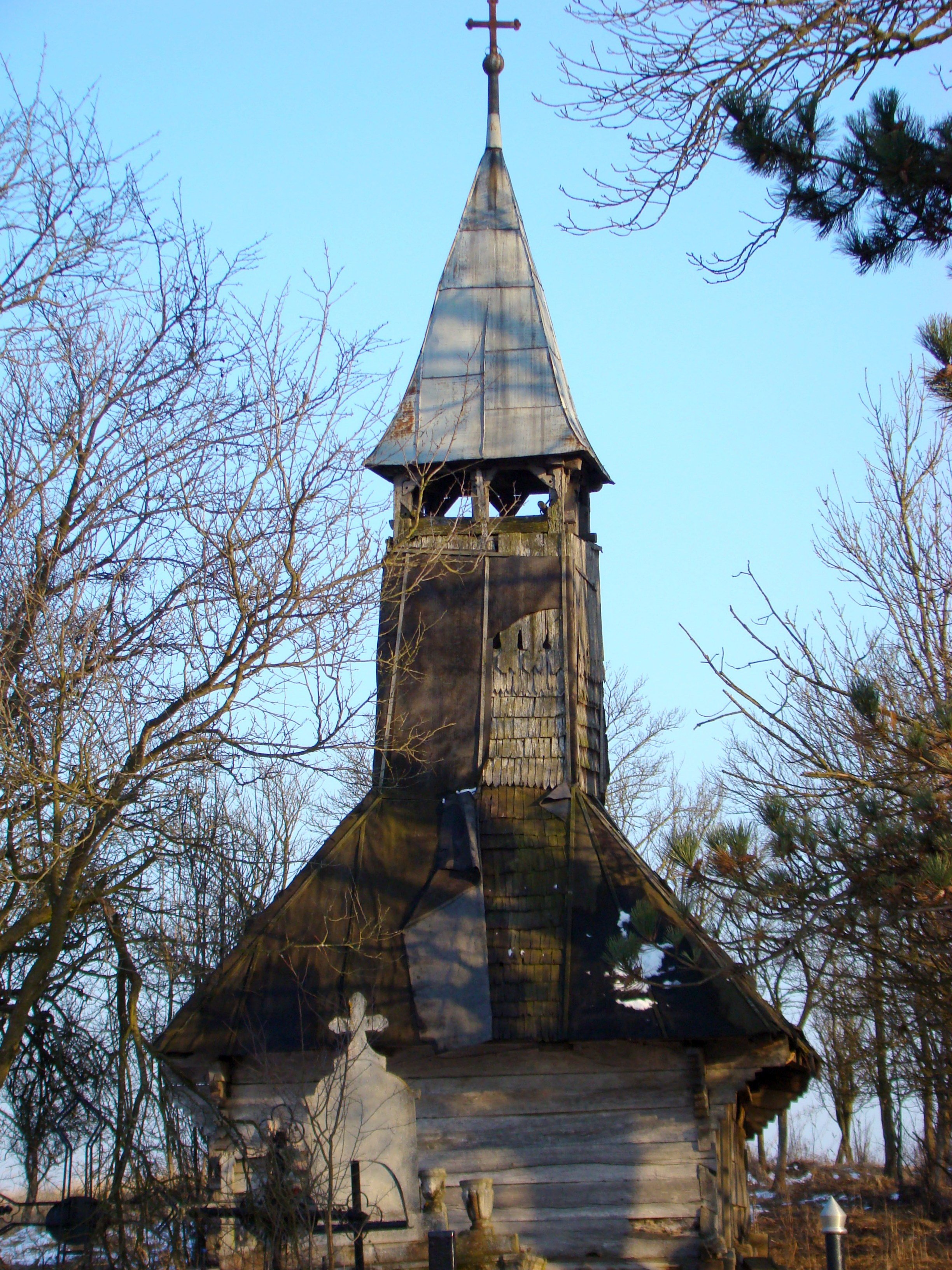
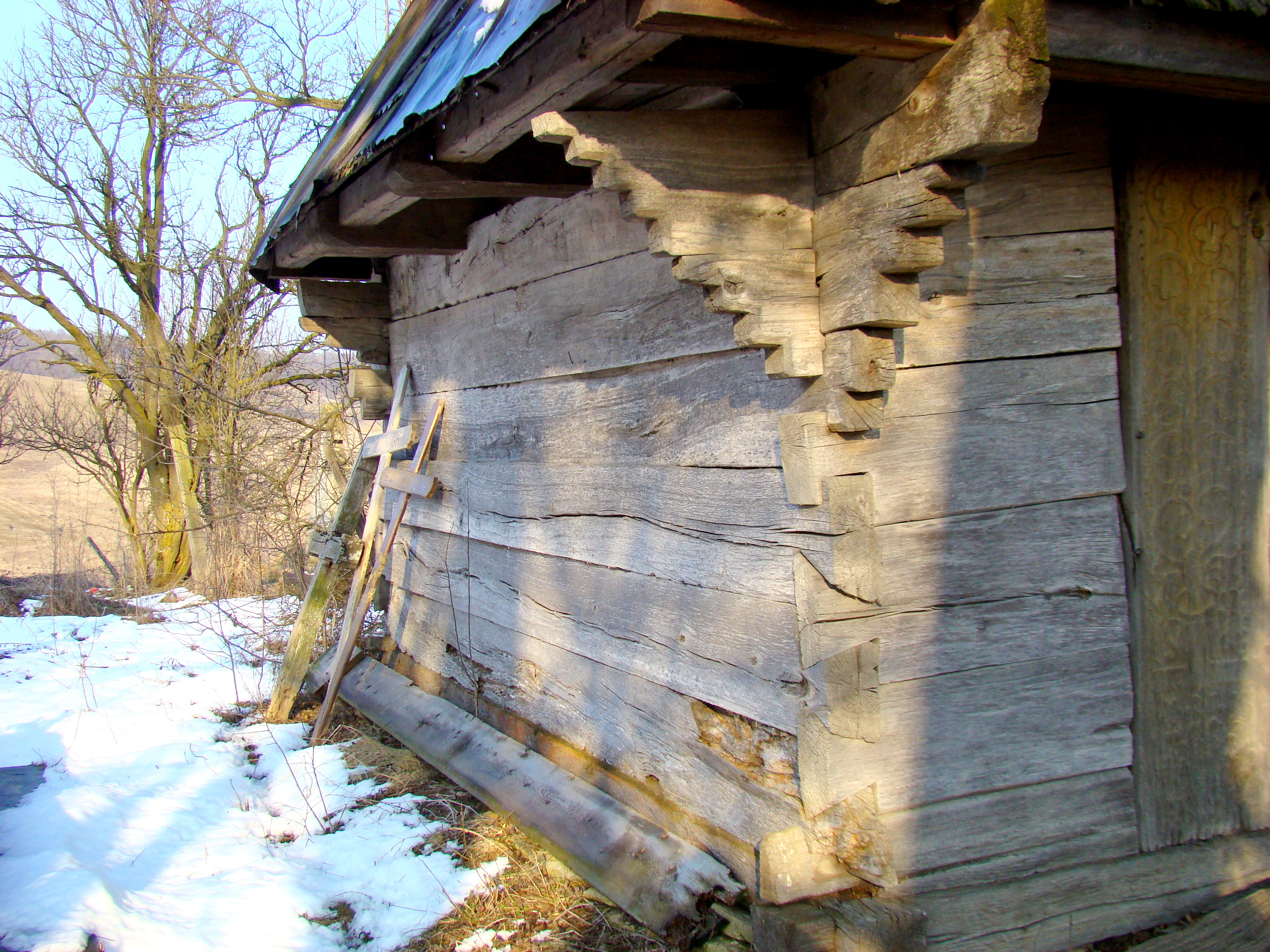
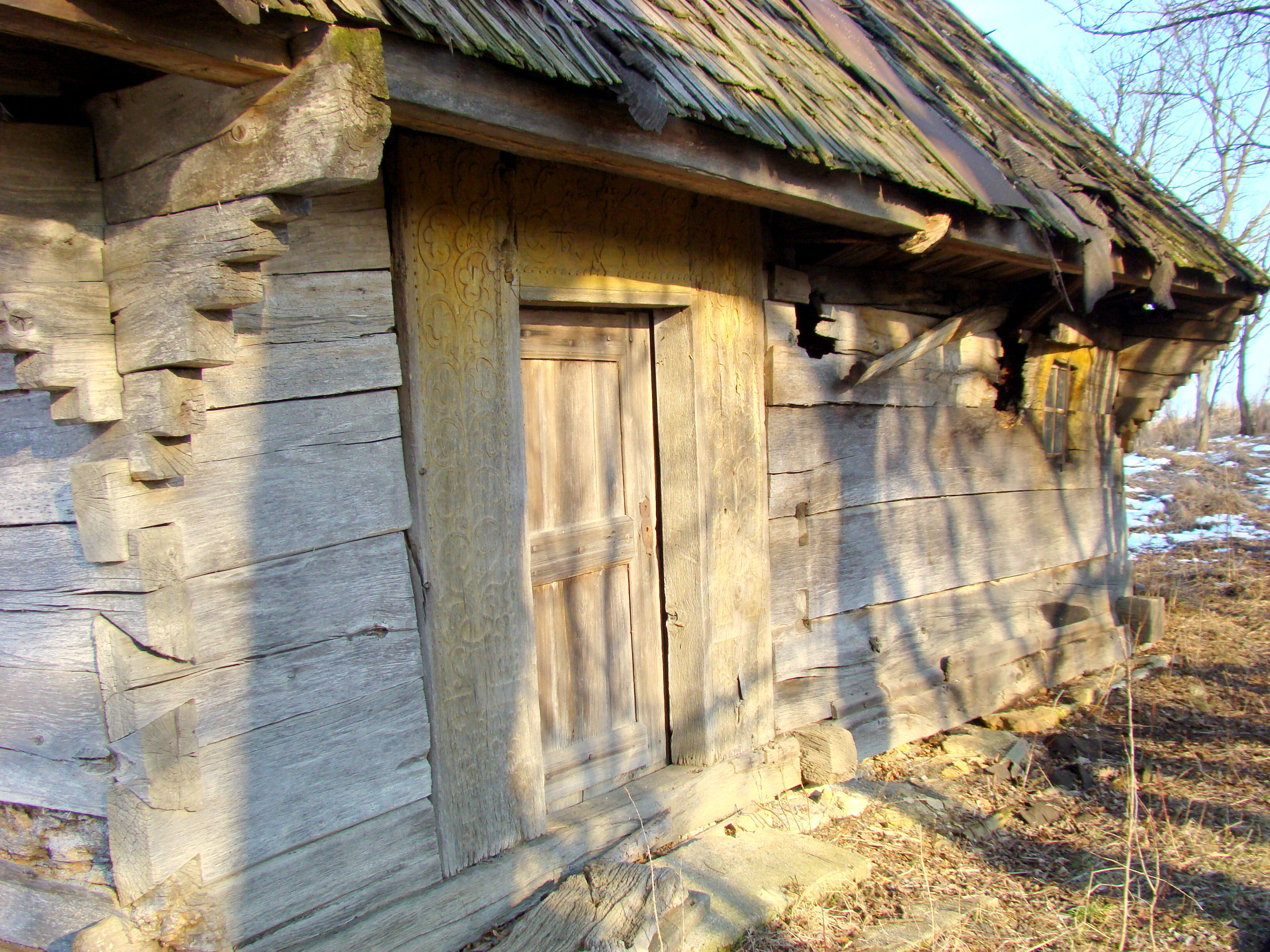
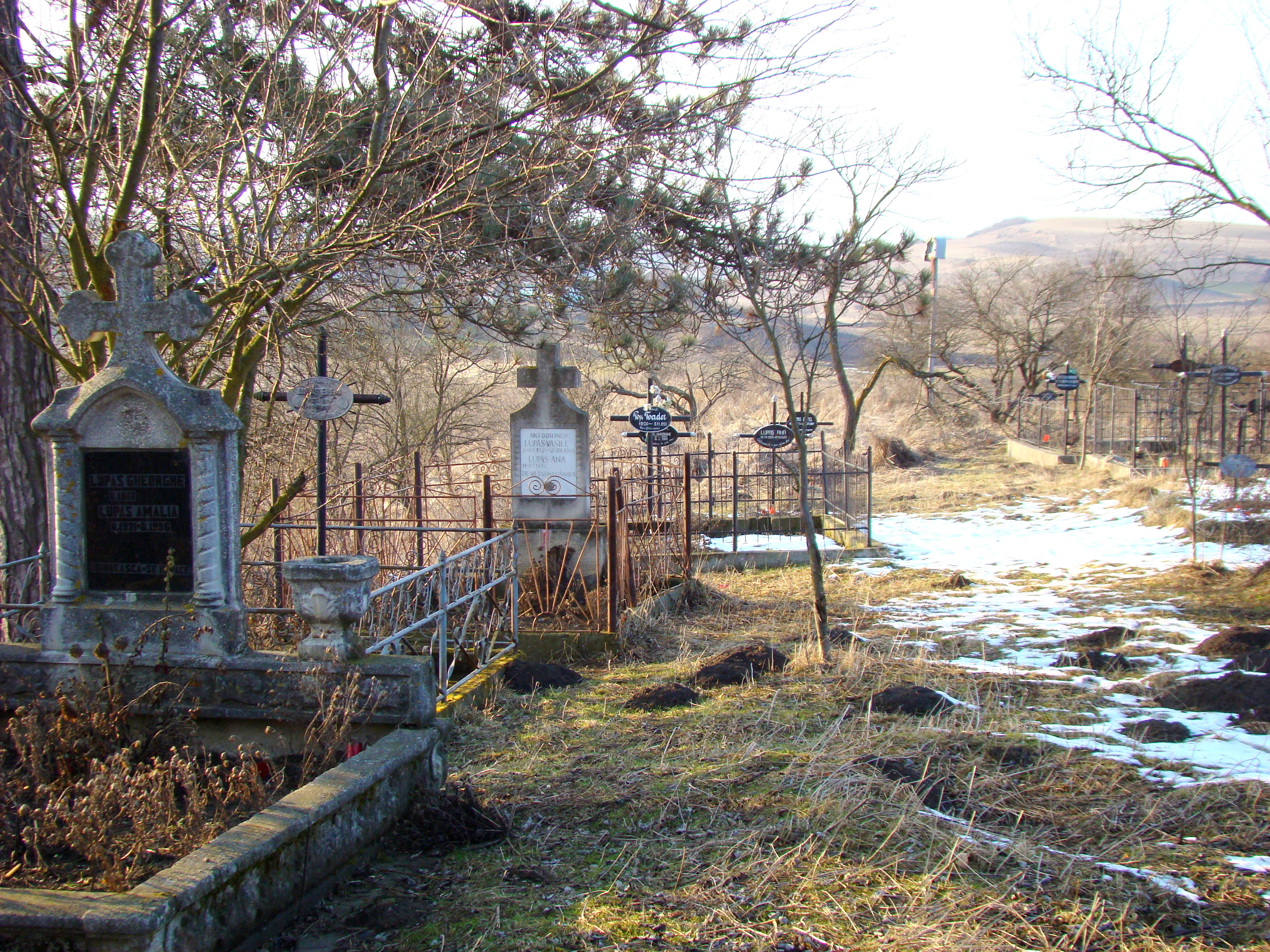
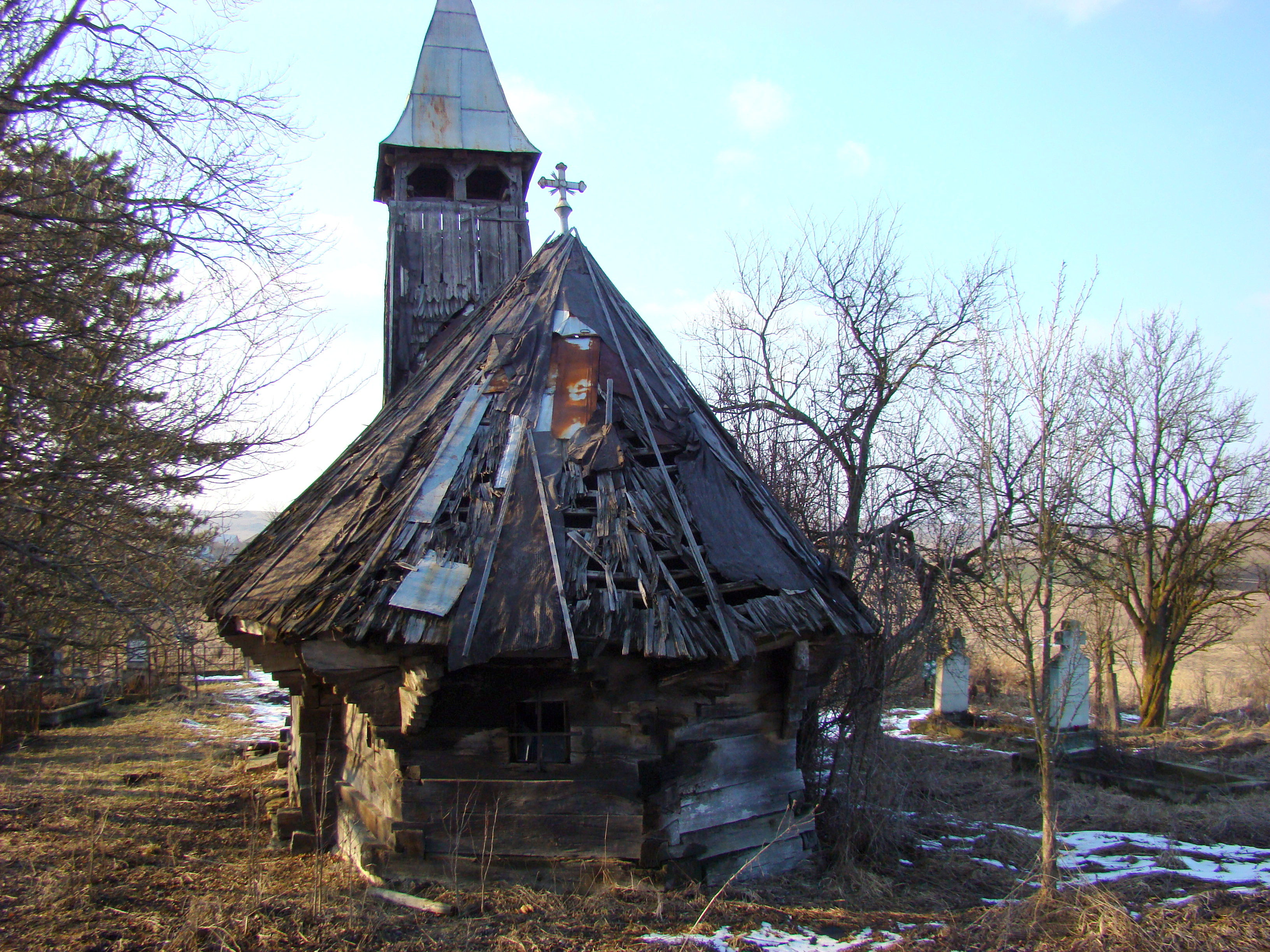
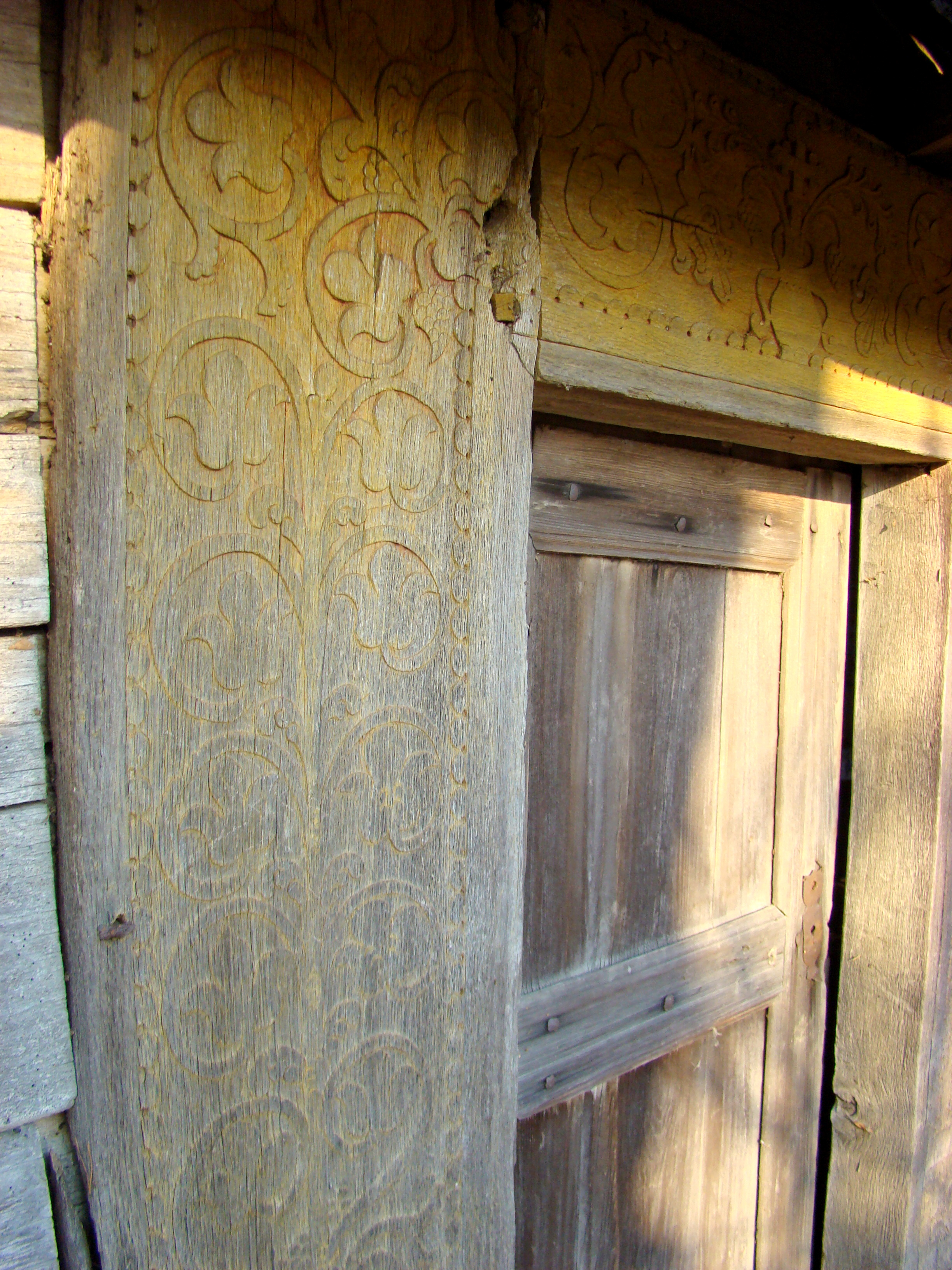
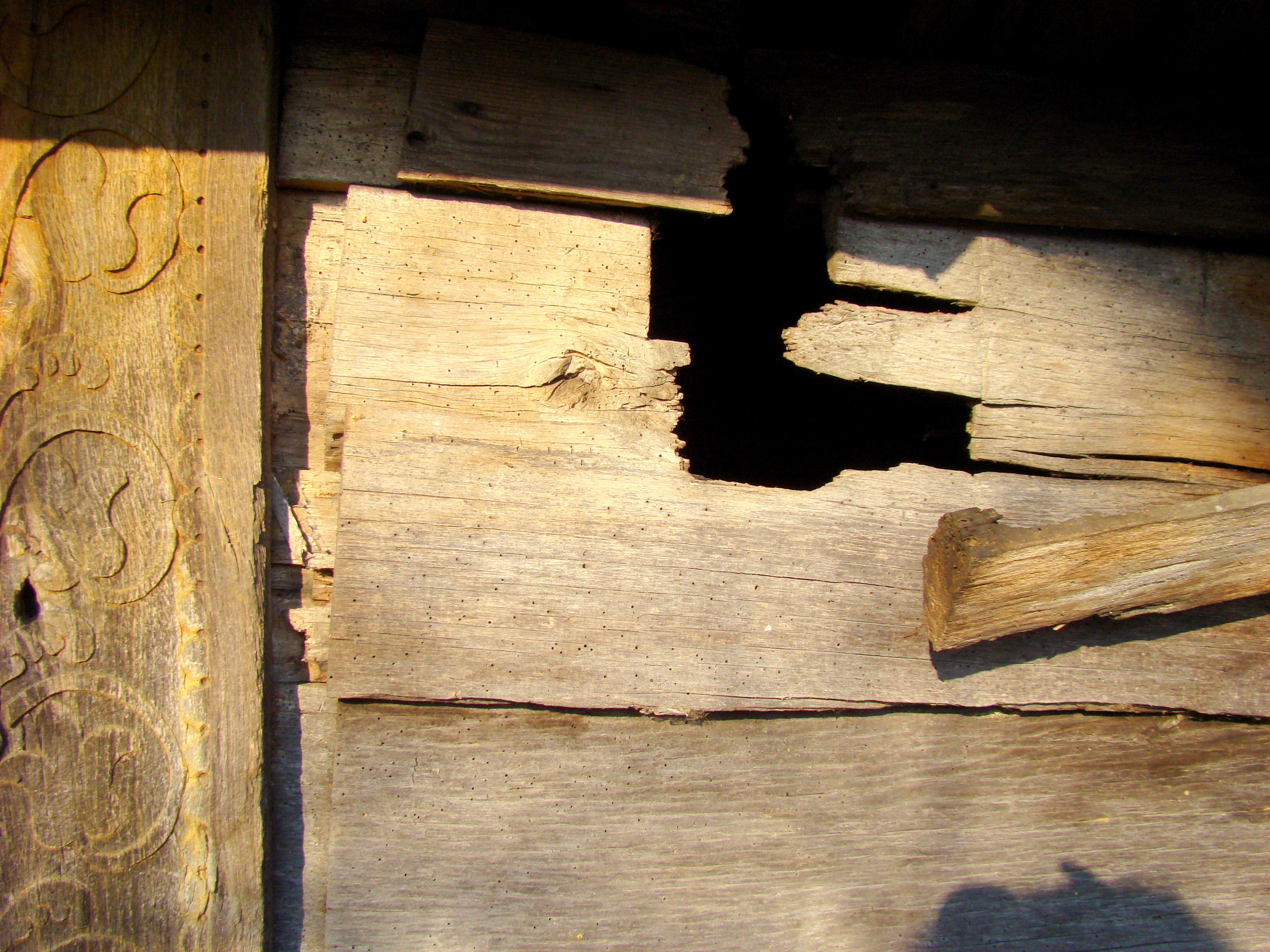
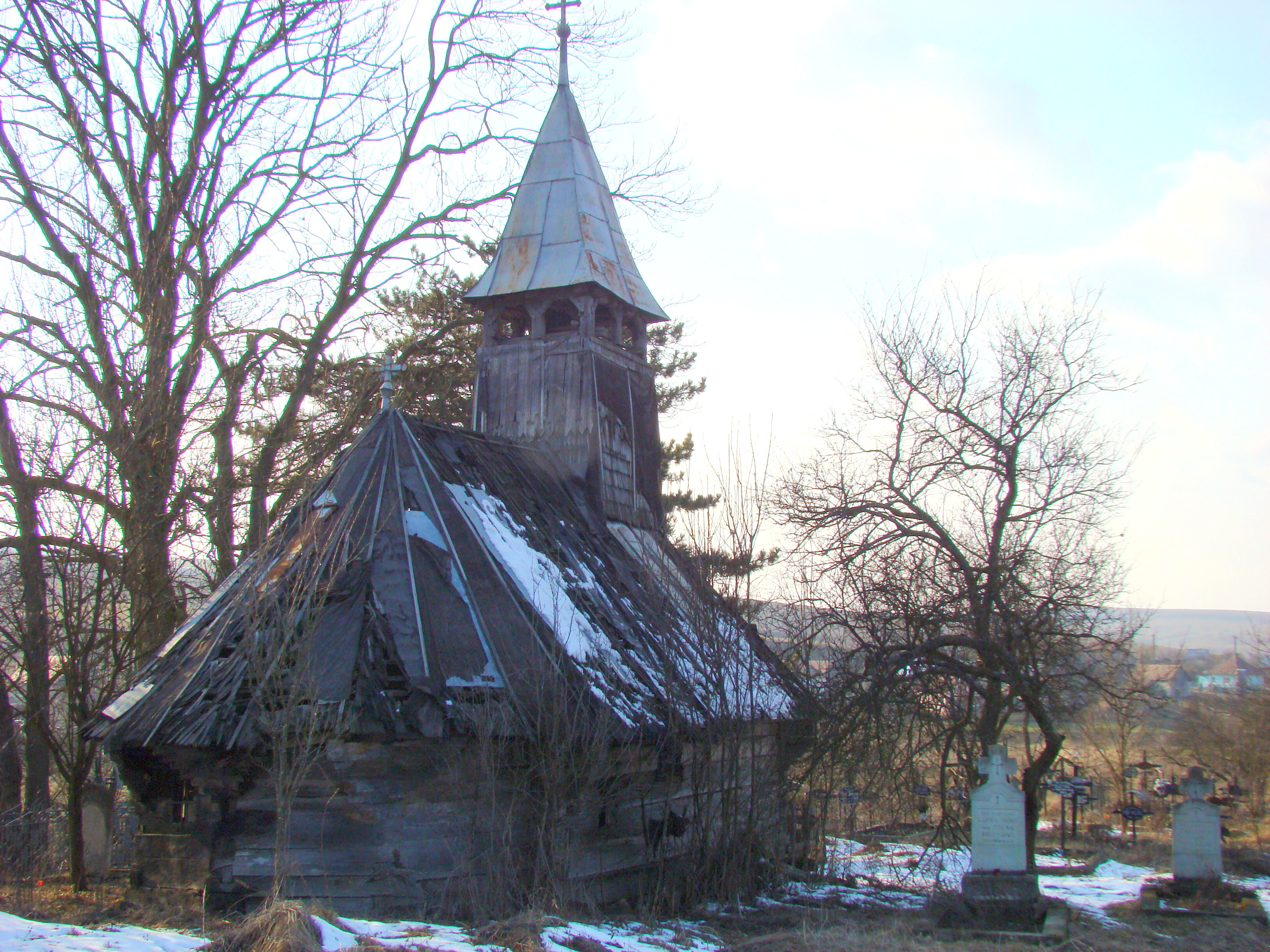